# Musée Cernuschi
 (mars 2023).
 (mars 2023).
Le musée Cernuschi (prononcé en français : [tʃɛʁnuski]) est un musée parisien consacré aux arts asiatiques, et plus spécifiquement à ceux de l'Extrême-Orient : Chine, Japon, Corée et Viêt Nam. C'est le deuxième musée consacré aux arts asiatiques en France et le cinquième consacré à l’art chinois en Europe.

## Histoire

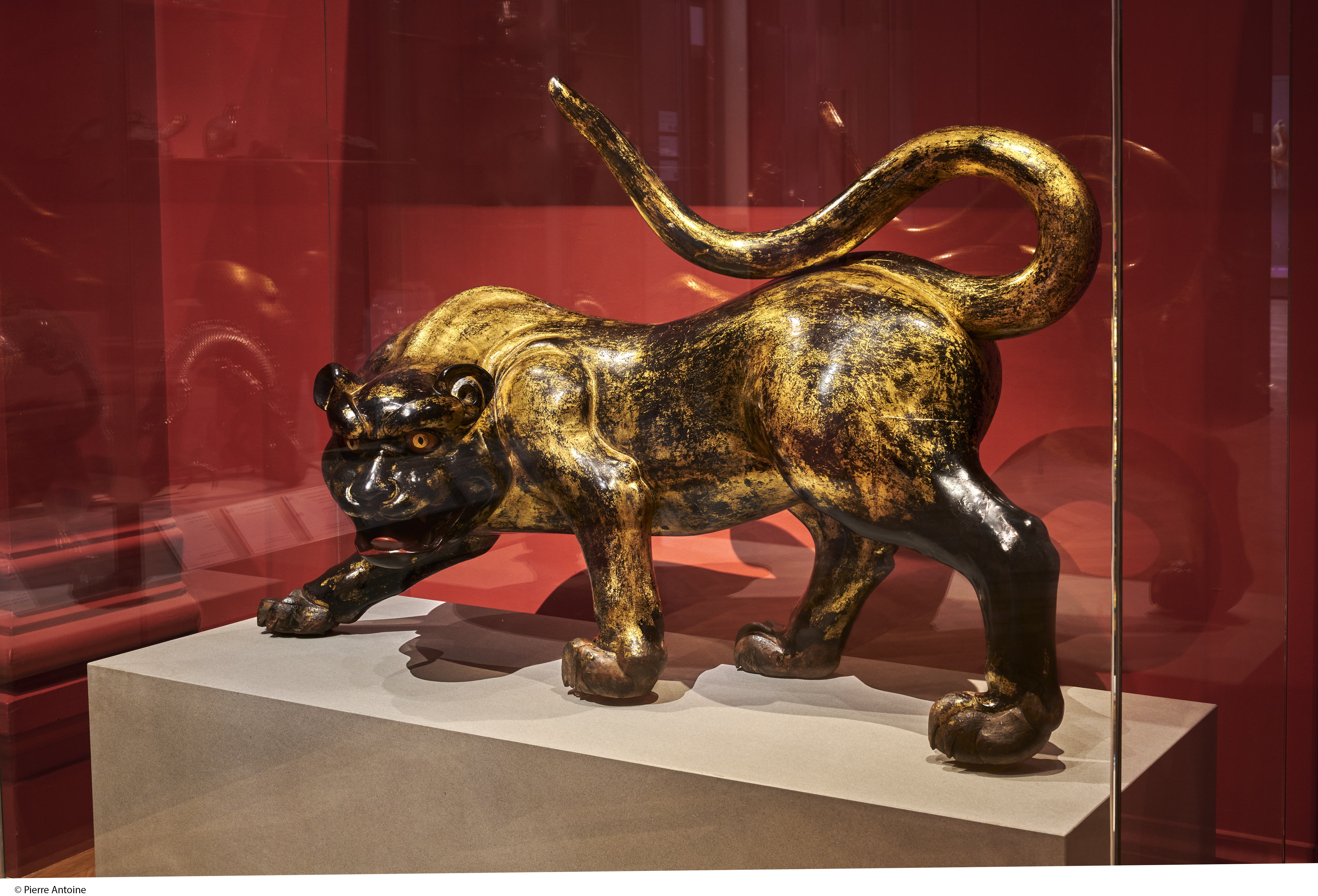
Tigre en bois laqué dit « tora okimono » ayant appartenu à Sarah Bernhardt.

Ce musée est créé initialement grâce au legs des collections fait en 1896 à la Ville de Paris par le financier Henri Cernuschi. Inauguré en 1898, c'est un des musées les plus anciens de la ville. Classé au sixième rang des musées municipaux de Paris, il reçoit environ 60 000 visiteurs par an. Il s'agit d'un des quatorze Musées de la ville de Paris gérés depuis le 1er janvier 2013 par l'établissement public administratif Paris Musées.

## Localisation

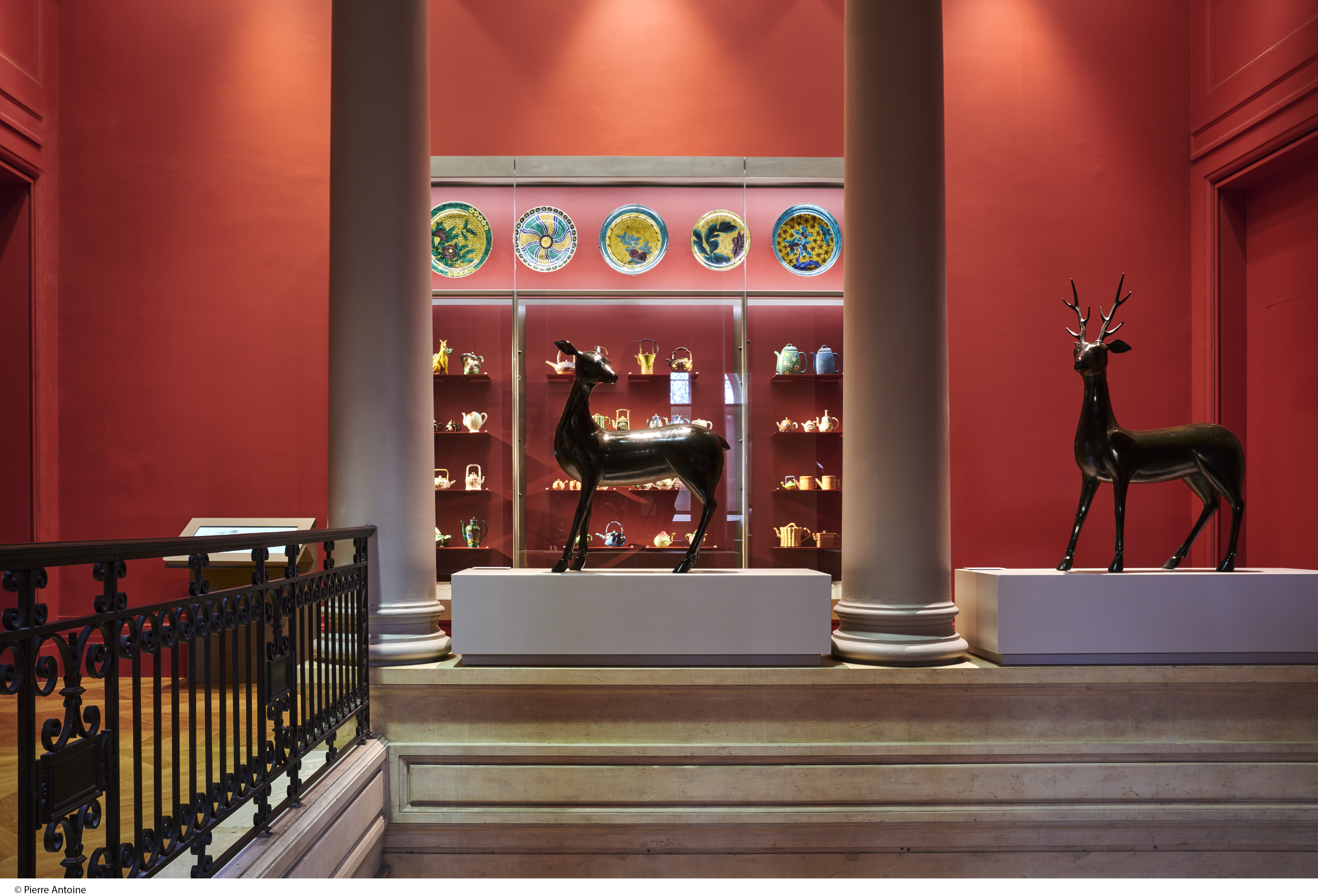
Premier étage du musée, en haut des escaliers.

Le musée est installé dans l'ancien hôtel particulier du donateur, Henri Cernuschi (1821-1896), près du parc Monceau, au 7, avenue Vélasquez (8e arrondissement). L'hôtel a été construit par l'architecte William Bouwens van der Boijen (1834-1907). Ce site est desservi par la station de métro Villiers.

## Les collections

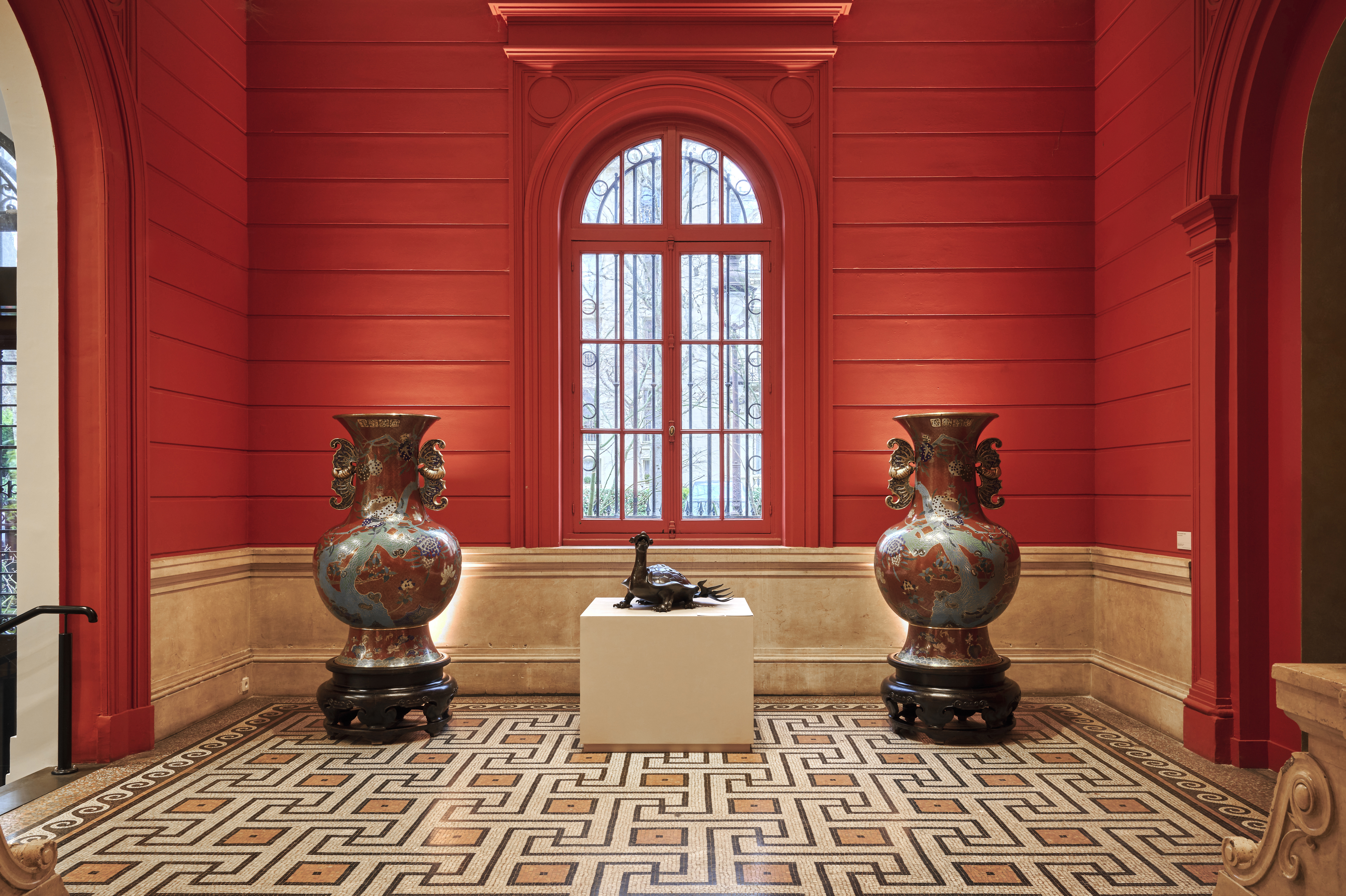
À l'intérieur.

De 2001 à 2005, le musée a été entièrement rénové. Il conserve plus de 15 000 œuvres et constitue notamment l'une des cinq collections majeures d'art chinois en Europe. Riche de plus de mille œuvres, la collection de bronzes du musée Cernuschi est l'une des plus importantes au monde. Il possède une collection unique en Europe de peintres représentatifs de la Chine impériale sous les dynasties Ming (1368-1644) et Qing (1644-1911), mais aussi un bel ensemble de peintures chinoises modernes, de la première moitié du XXe siècle. Nombre d'entre ces peintres modernes ont fait le choix de vivre l'essentiel de leur vie de peintre à Paris et ils ont opéré la transition entre l'art ancien et l'art moderne chinois.

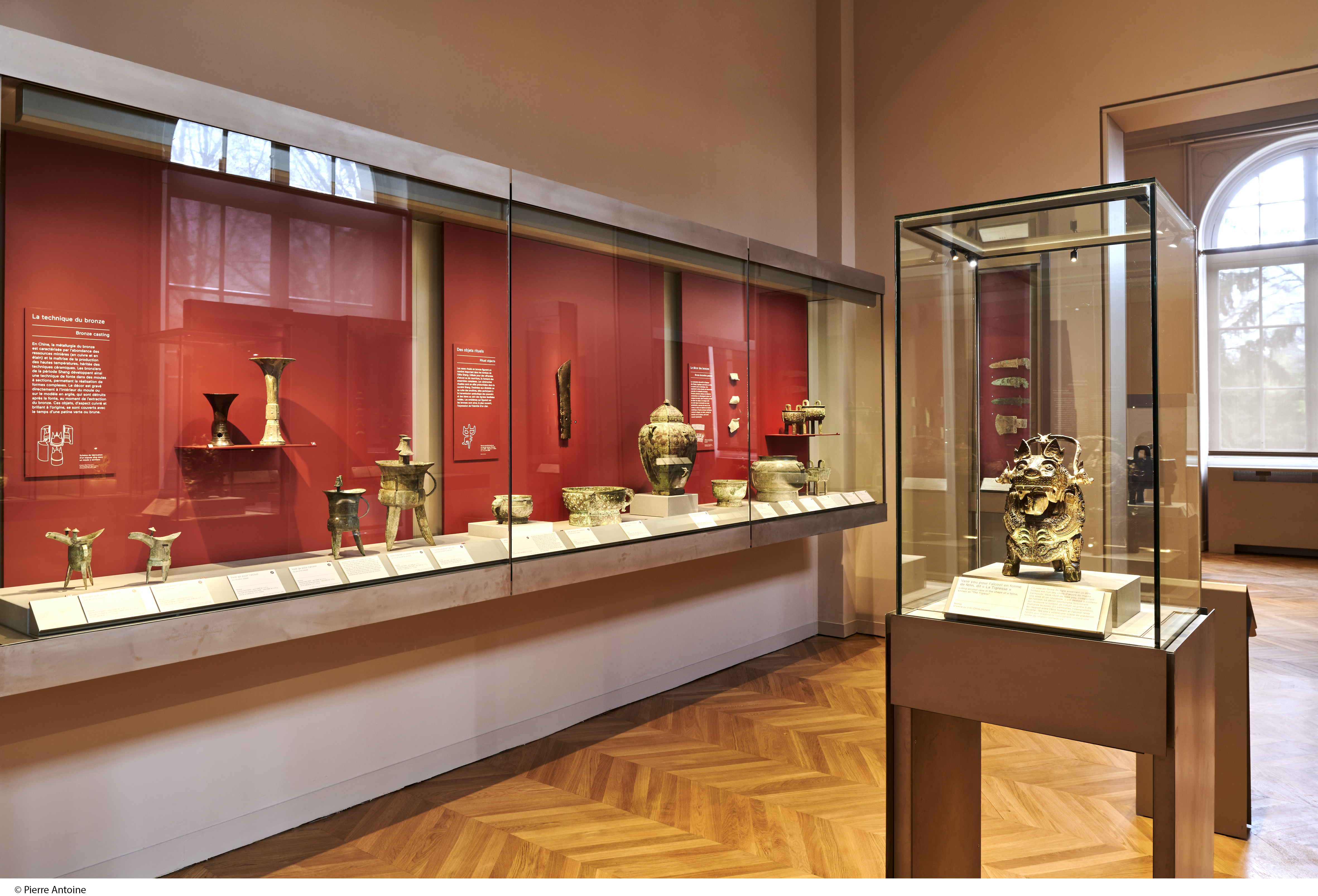
Collections de la période antique du musée.

Plus de 900 œuvres font partie de l'exposition permanente, consacrée à l'art chinois. Mais la pièce la plus imposante visible dans le musée est le Bouddha de Meguro, un bronze japonais du XVIIIe siècle qui est la pièce monumentale, au centre du musée, salle 5. C'est une statue japonaise colossale de la fin du XVIIIe siècle, acquise par Henri Cernuschi au cours de son voyage en Extrême-Orient. Les autres objets d'art japonais proviennent, pour l'essentiel de cette première collection d'Henri Cernuschi. Le musée possède, par ailleurs, des collections coréennes et vietnamiennes de très grande qualité. Les collections conservées dans les réserves du musée, principalement japonaises, coréennes et vietnamiennes mais aussi chinoises sont présentées dans le cadre d'expositions temporaires. Les nouvelles acquisitions du musée font l'objet d'un parcours qui leur est consacré au sein des galeries des collections permanentes.

## Galerie

### Bronzes japonais
Ère Tempô (1829-1844). Cette salle est par ailleurs consacrée aux arts de la Chine des Han.

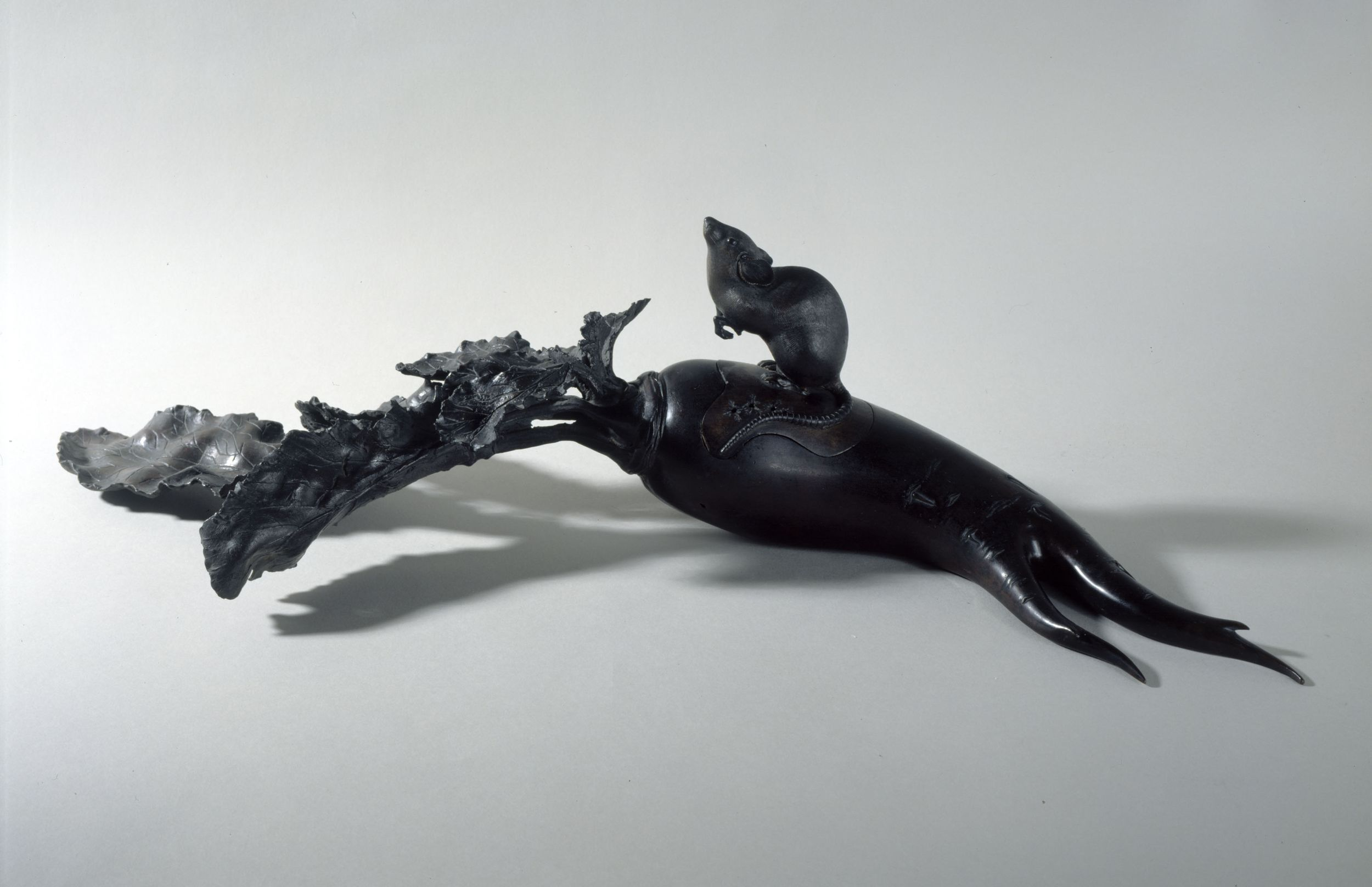
Brûle-parfum en bronze en forme de radis et souris.
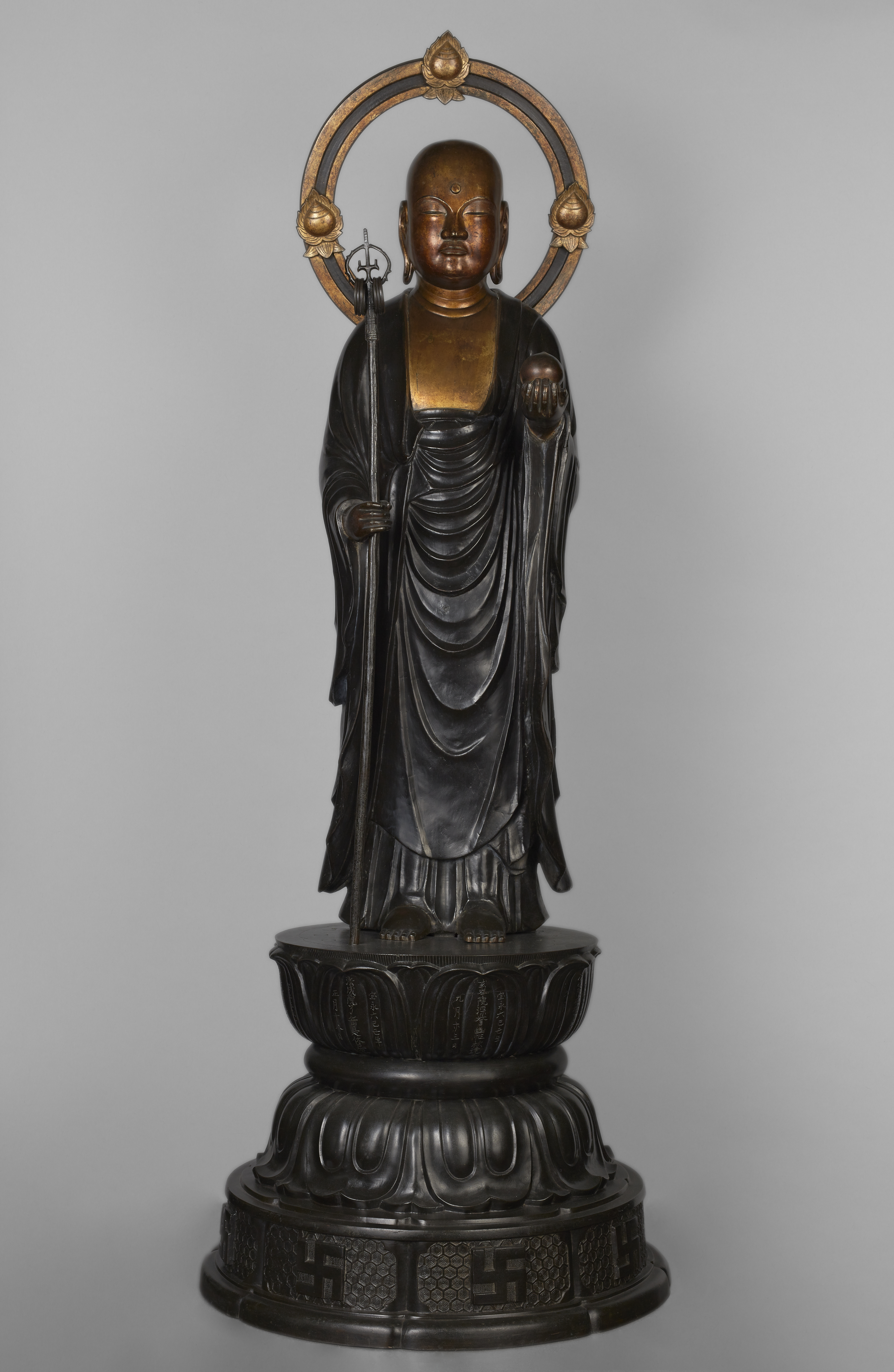
Statue en bronze de 1709, représentant l'un des disciples exemplaires d'Amida.
Statuettes en bronze de 1826, représentant deux renards dédiés au dieu de la récolte Inari.
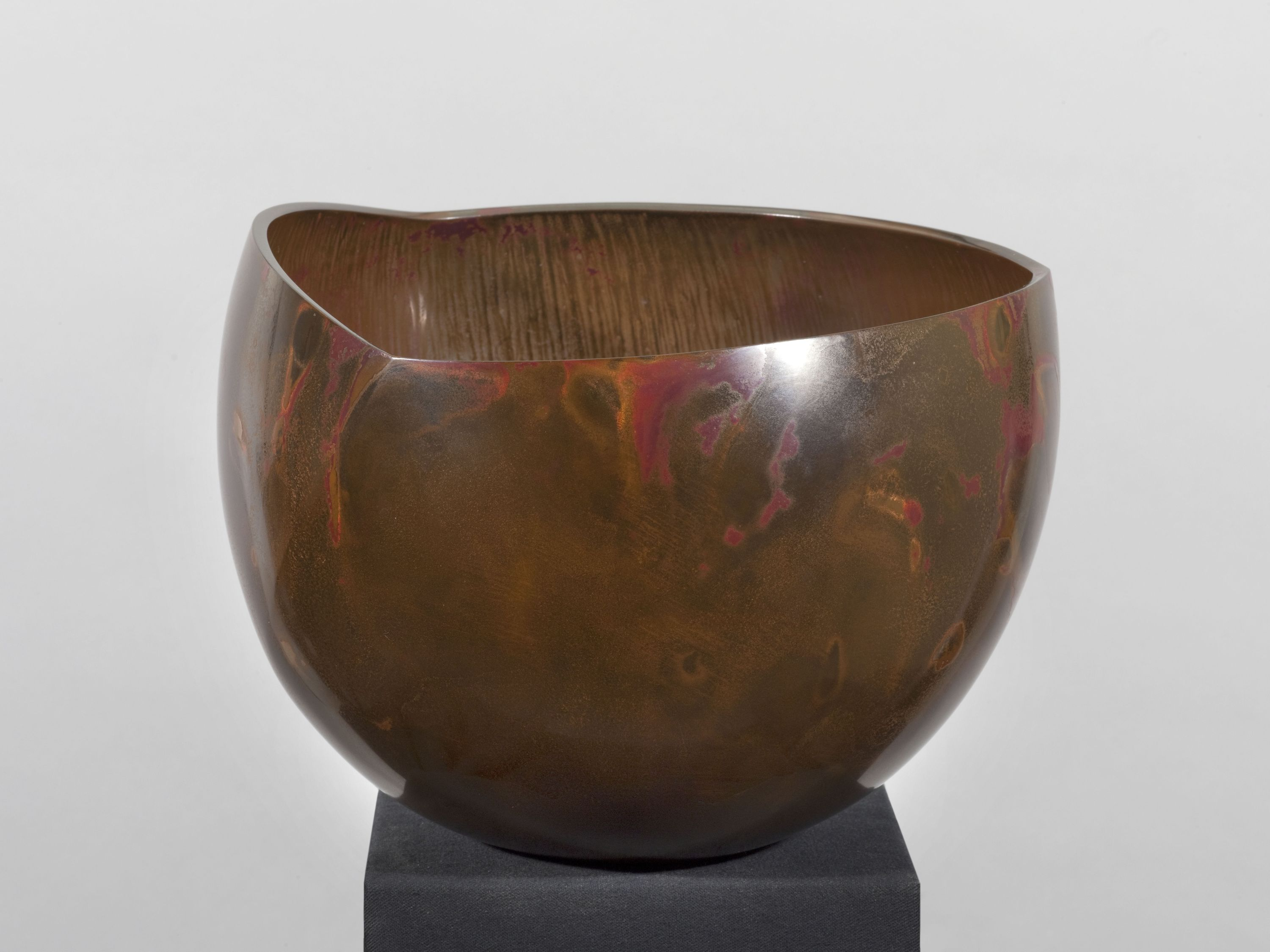
Réciptient à eau froide (mizusashi) en bronze, Ishigaki Satoru, 2013.
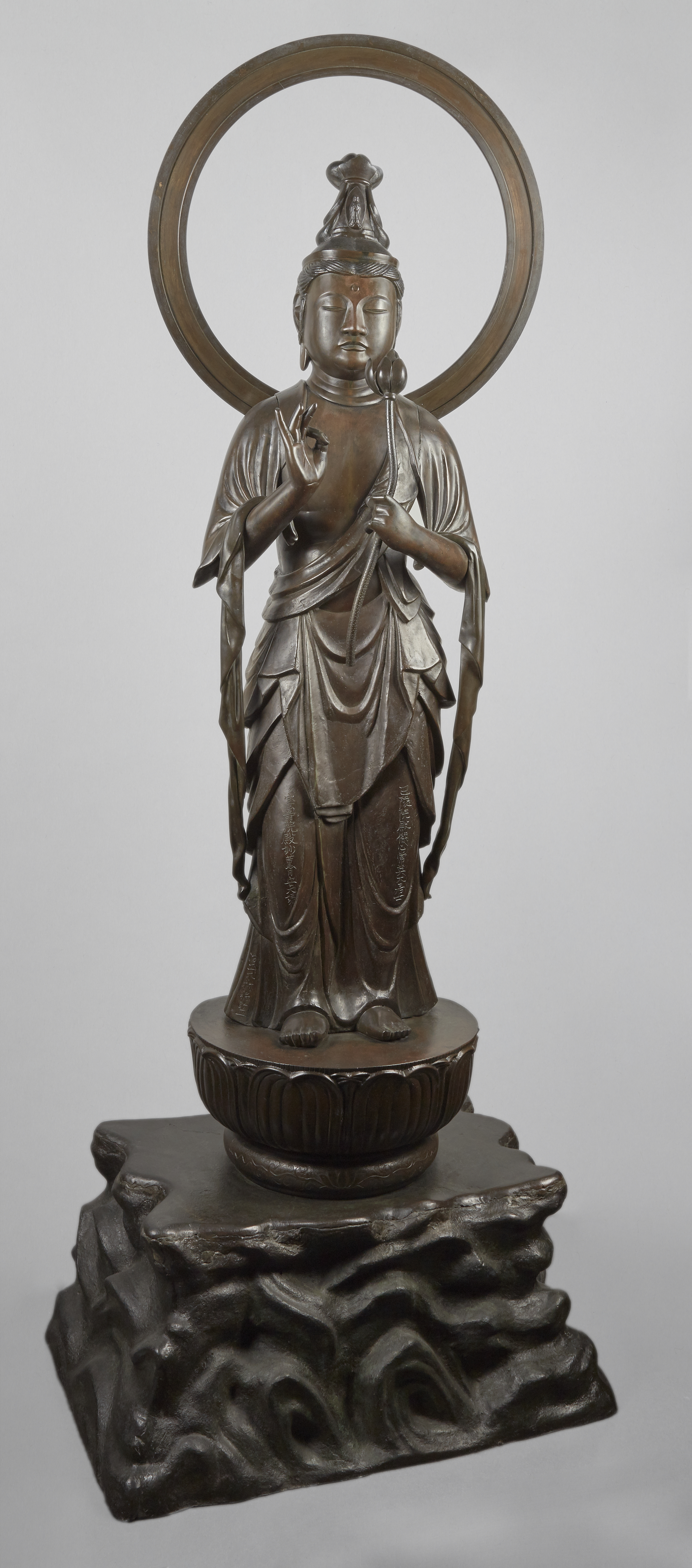
Statue en bronze réalisée entre 1716 et 1736, représentant le Bodhisattva Kannon, le Grand Être de Compassion.
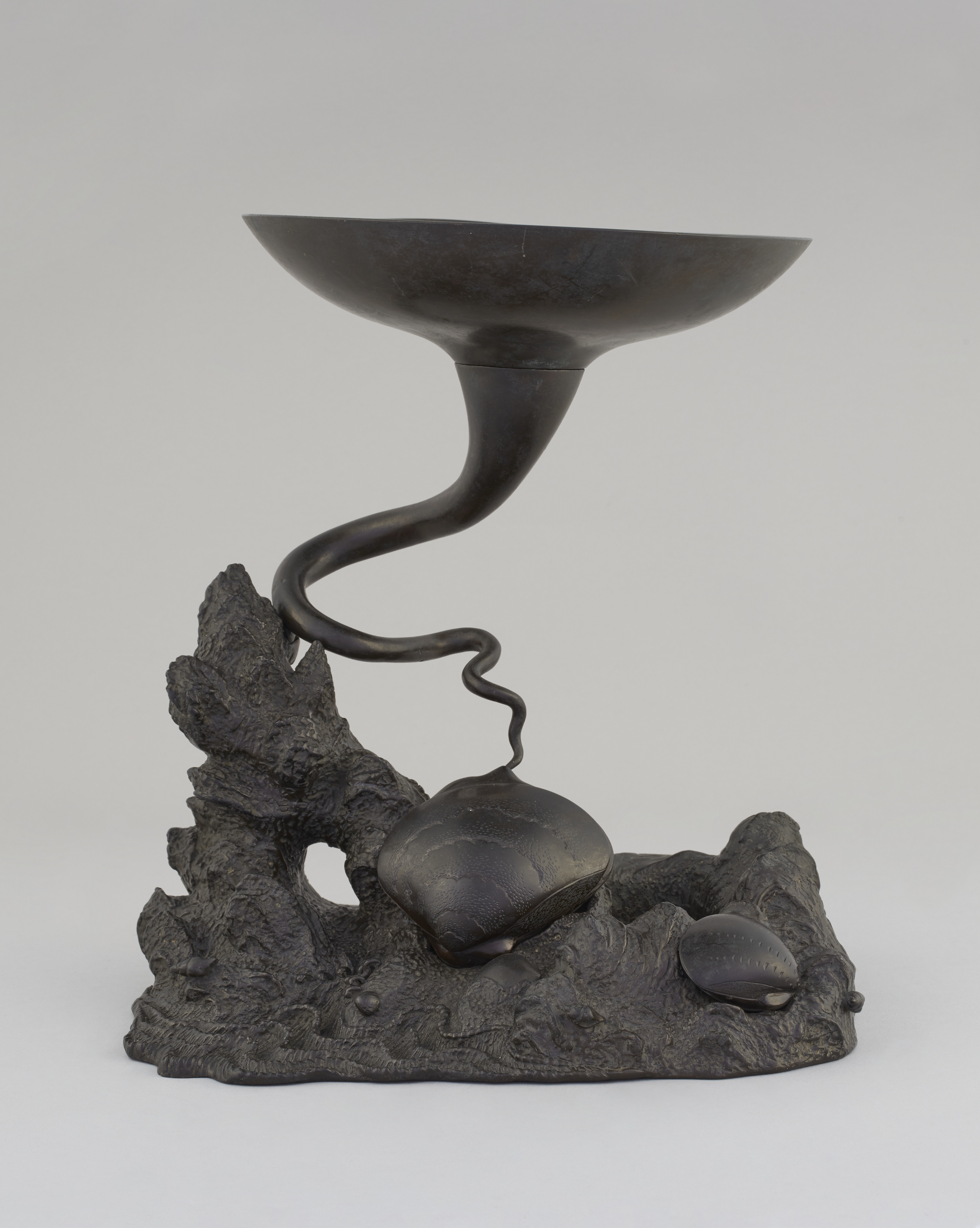
Vase à fleur en bronze (entre 1700 et 1899) destiné au la pratique ikebana (l'art de la composition florale).
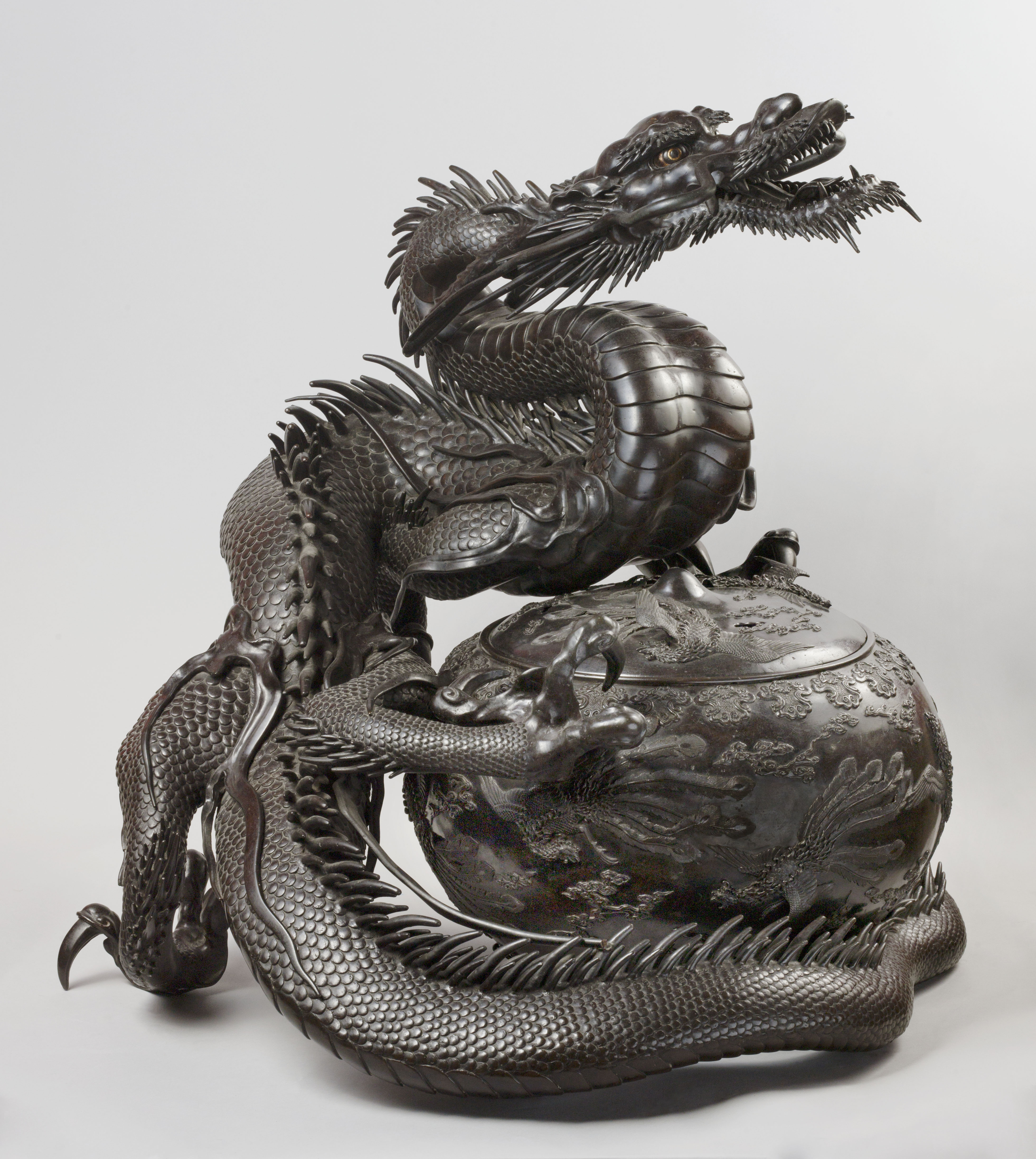
Brûle-parfum (koro) au dragon, Kimura Toun, entre 1800 et 1870, bronze et fonte à la cire perdue.
Vase en bronze en forme de chrysanthème, Nakajima Yasumi, 1960.
Vase en bronze, Takamura Toyochika, 1960.

### Céramiques et verres japonais

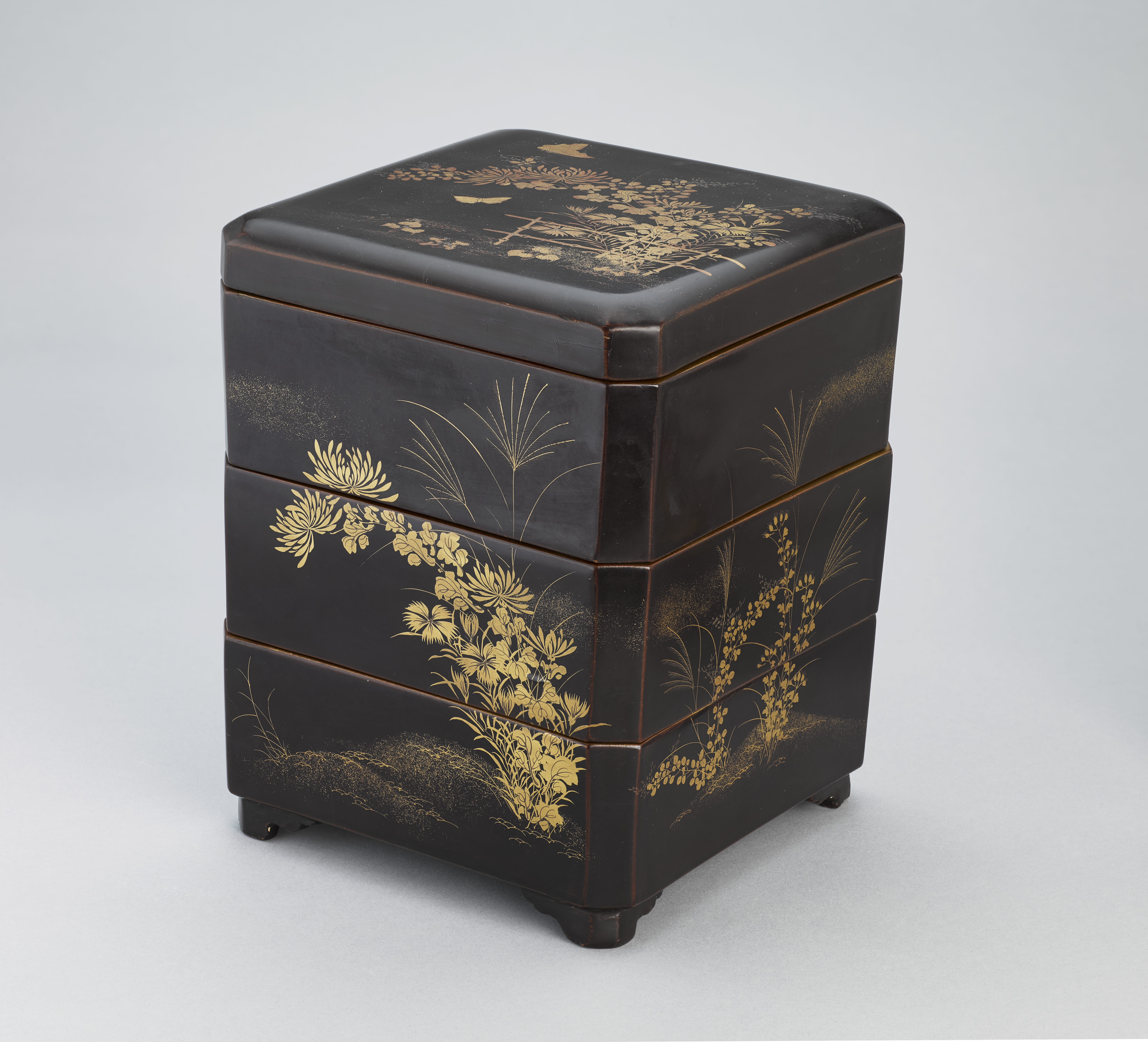
Boîte à aliments en céramique et laque, Toyosuke Daiki.
Glass shell, Oki Izumi, 2015.
Céramique Kuon (Aetus), Mihara Ken, 2019.
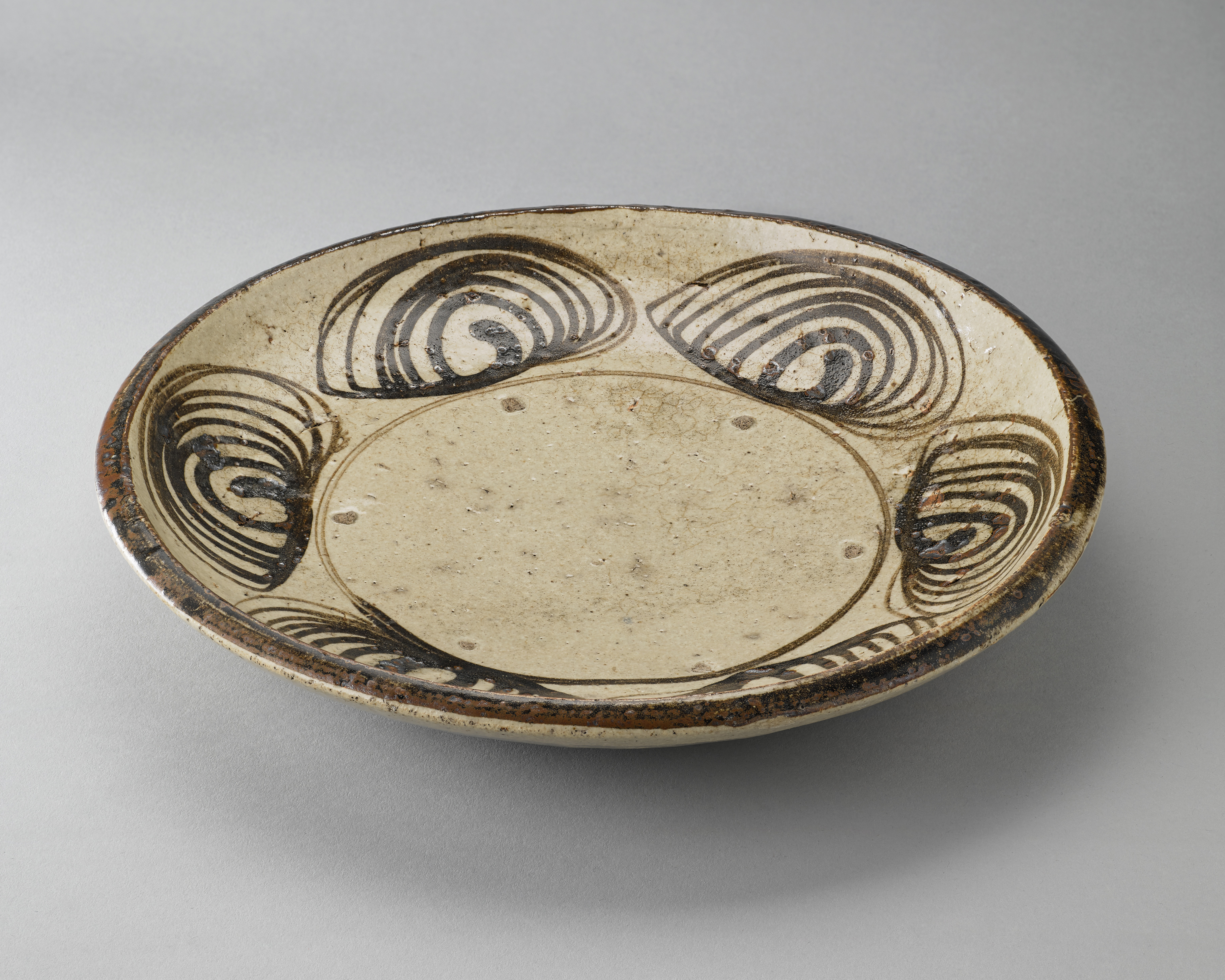
Plat « uma no me zara » (« plat aux yeux de cheval »), grès et glaçure, entre 1700 et 1868.
Pot (tsubo), grès, Shimaoka Tatsuzo.
Tenko (lumière du ciel), Nishinaka Yukito, verre et feuilles d'or, 2010.
Vase blanc bleuté à cannelures, Nakao Jun, porcelaine, 2015.
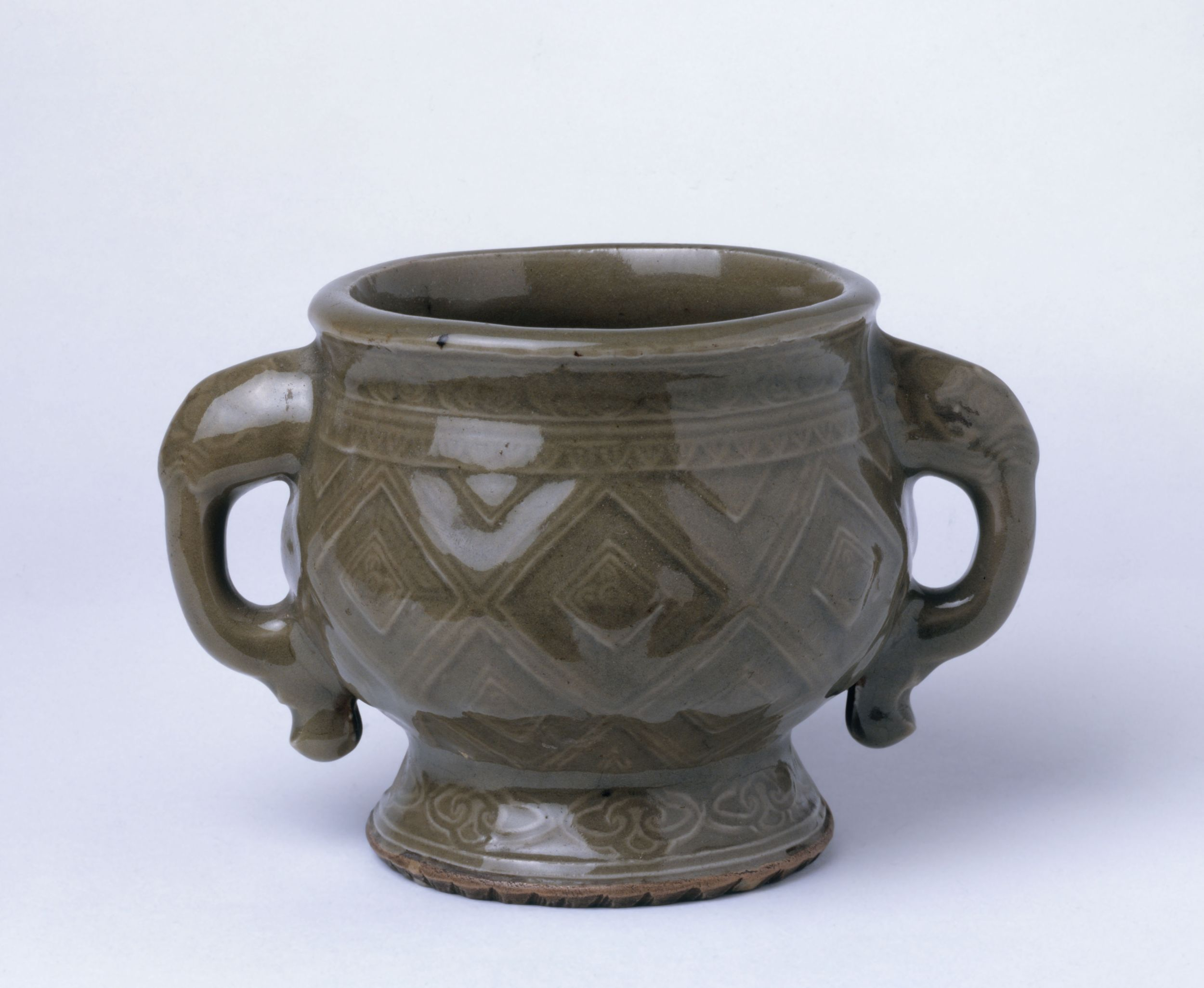
Bol en forme de bronze antique chinois, Aoki Mokubei, grès et glaçure, entre 1761 et 1833.
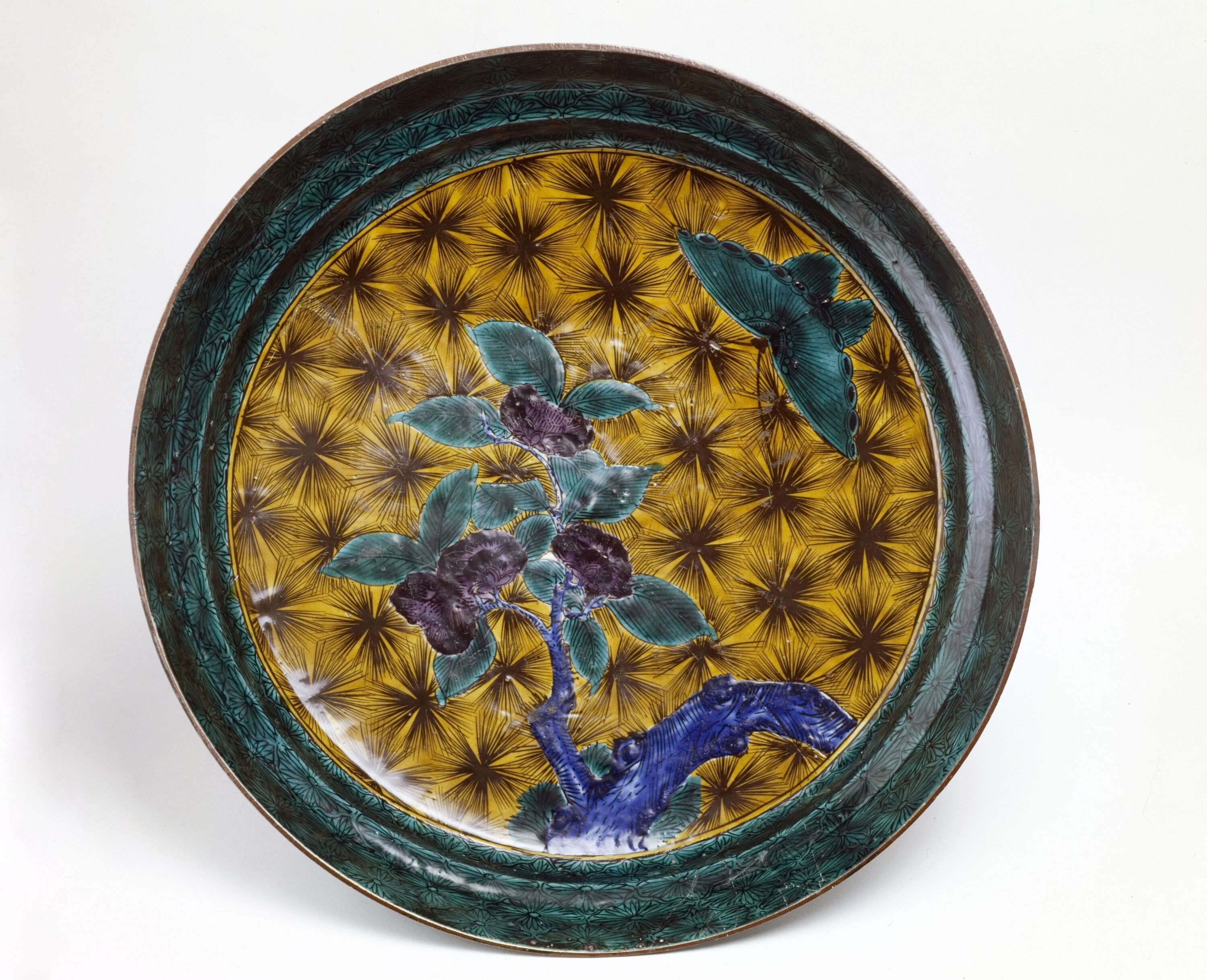
Grand plat (ozara), porcelaine et décor peint sur couverte, entre 1640 et 1670.
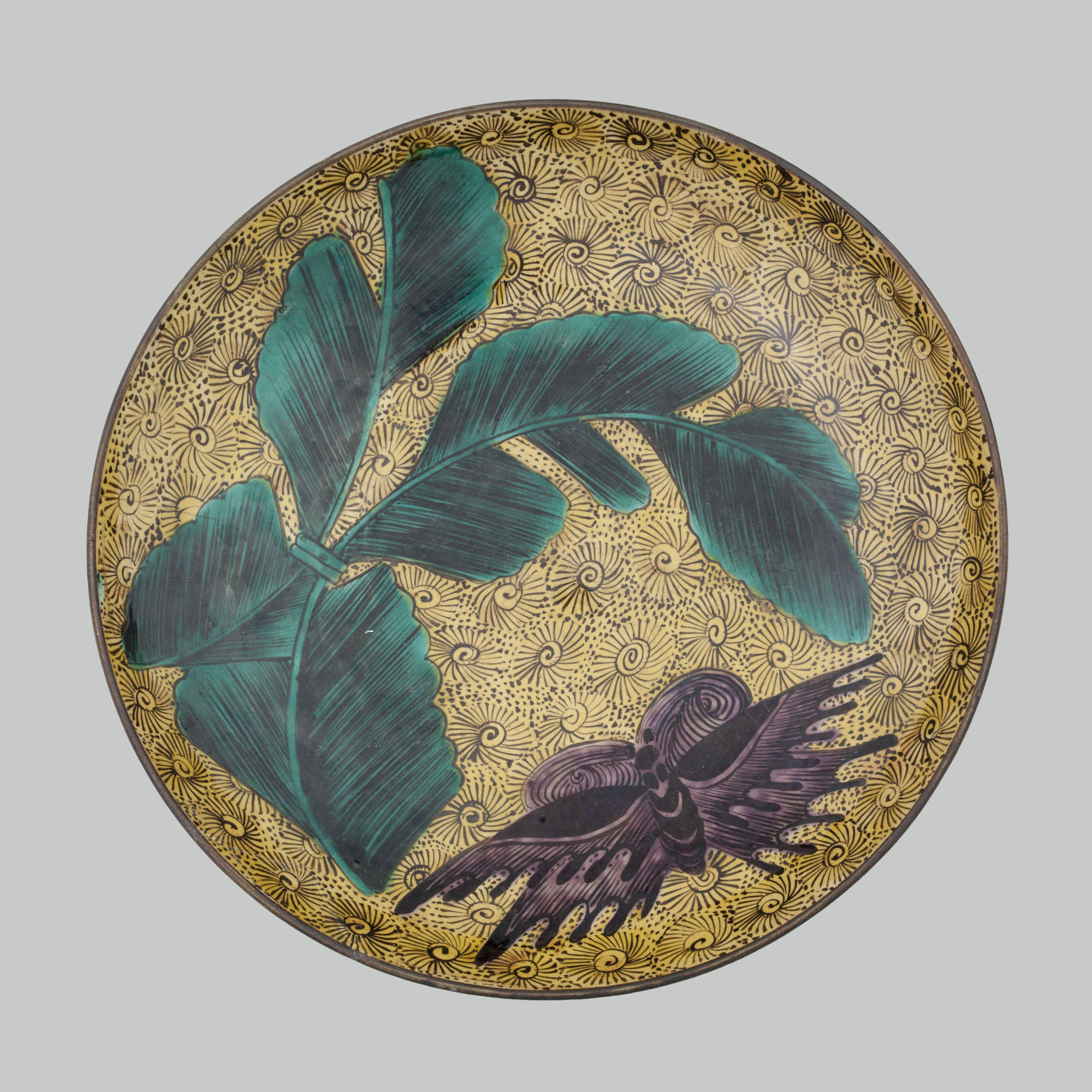
Grand plat (ozara), porcelaine, décor peint sur couverte, entre 1640 et 1670.
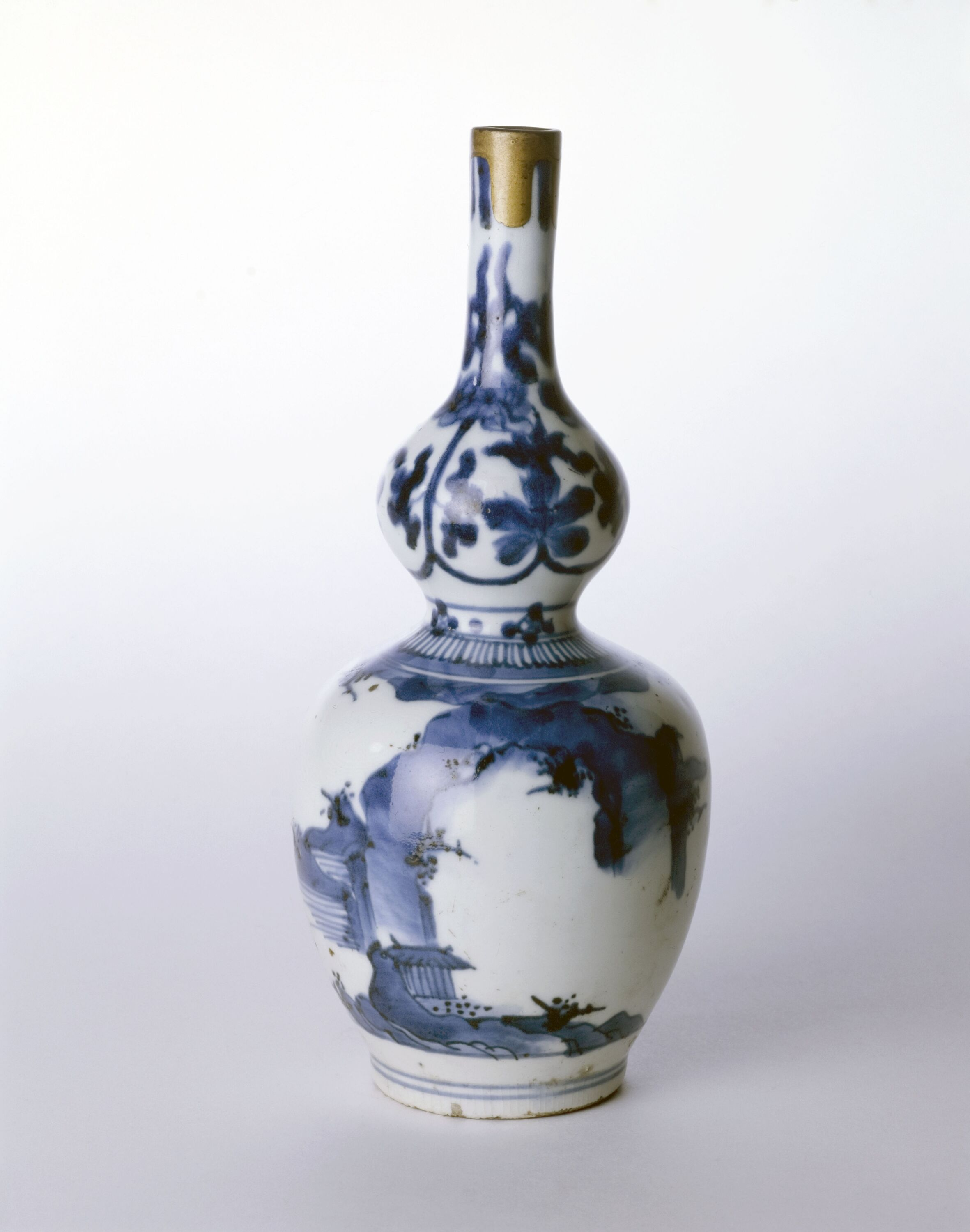
Bouteille en forme de calebasse (hisago-gata-tokkuri), porcelaine, glaçure et décor peint, 1650.
Plateau, Isezaki Jun, céramique et grès, 2012.
kobako (coffret), Ado Oda, céramique, grès, émail, 2011.
Vestiges modernes, Takeuchi Kozo, porcelaine et glaçure, 2013.
« Seisei » (Plant growth), Fujikasa Sakoto, grès et glaçure, 2013.
Fuji (« Enfant du Vent »), Kobayashi Masami, céramique, grès, glaçure, 2006.
Vase, Miyashita Zenji, grès, englobe, polychromie, entre 2010 et 2012.
Face, Hayashi Yasuo, grès, englobe, 1973.
French pumpkin, Kasumata Chieko, céramique, grès, englobe, 2011.
Tōchō (Terracotta), Nagazawa, Setsuko, céramique, porcelaine, 2008.
Kokutō (céramique noire), Kawakami Rikizo, grès, 1990.
Forme blanche (Shiroi no gata), Koike Shoko, céramique, grès, porcelaine, glaçure = couverte, gravé = incisé, 2011.
Mizusashi (récipient à eau froide), Onimaru Takayuki, céramique, porcelaine, bois, laque, 2012.
Sans titre, Futamura Yoshimi, céramique, porcelaine, grès, chamotte, 2012.
Sans titre, Kishi Eiko, céramique, grès, chamotte, gravé = incisé, 2009.
Forms in succession no 16 (Tsunari No Katachi), Nagae Shigekazu, céramique, porcelaine, glaçure = couverte, 2012.
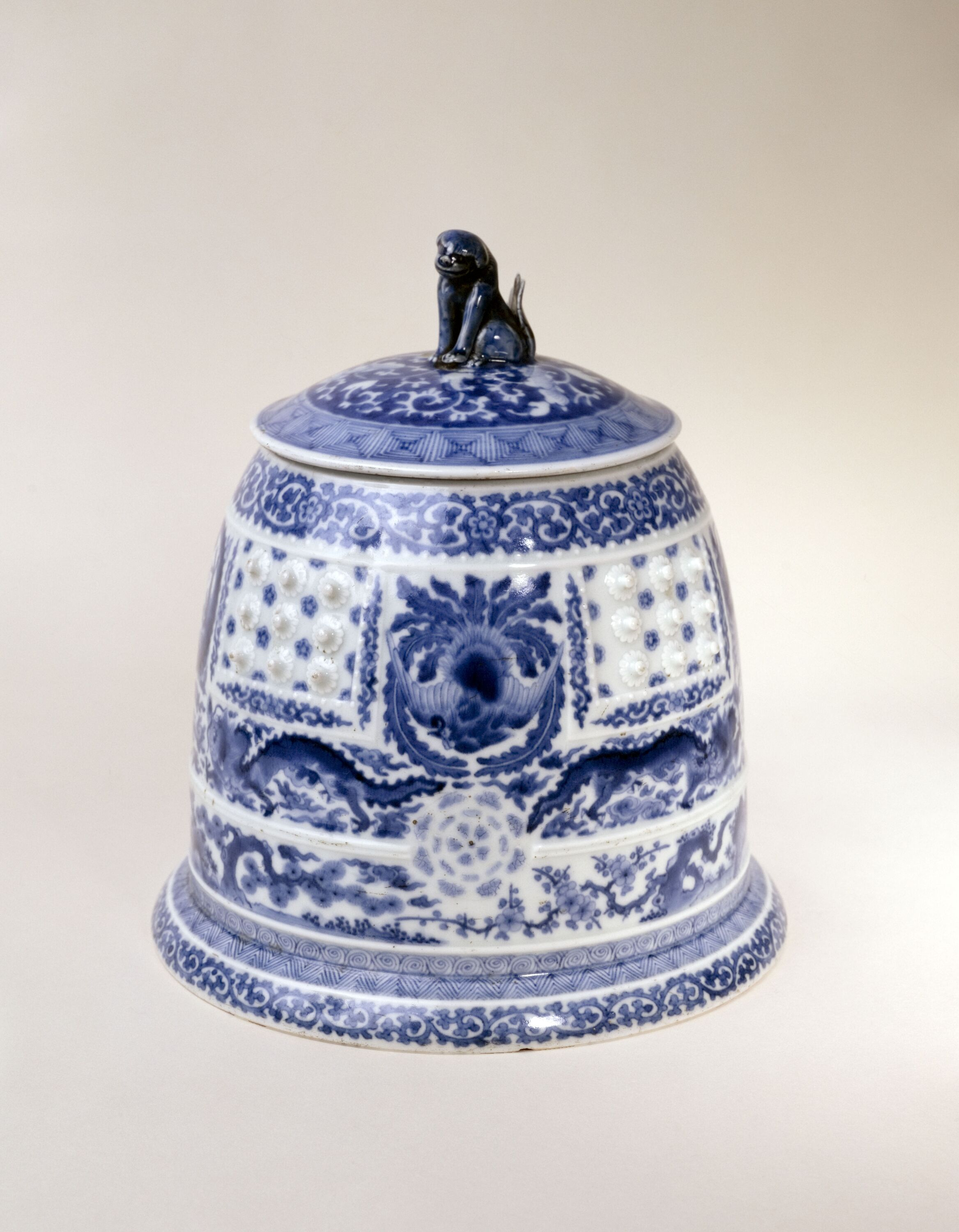
Pot à eau fraîche (mizusashi 水差し) en forme de cloche, porcelaine, bleu sous couverte, entre 1680 et 1700.

### Bois et laques japonais

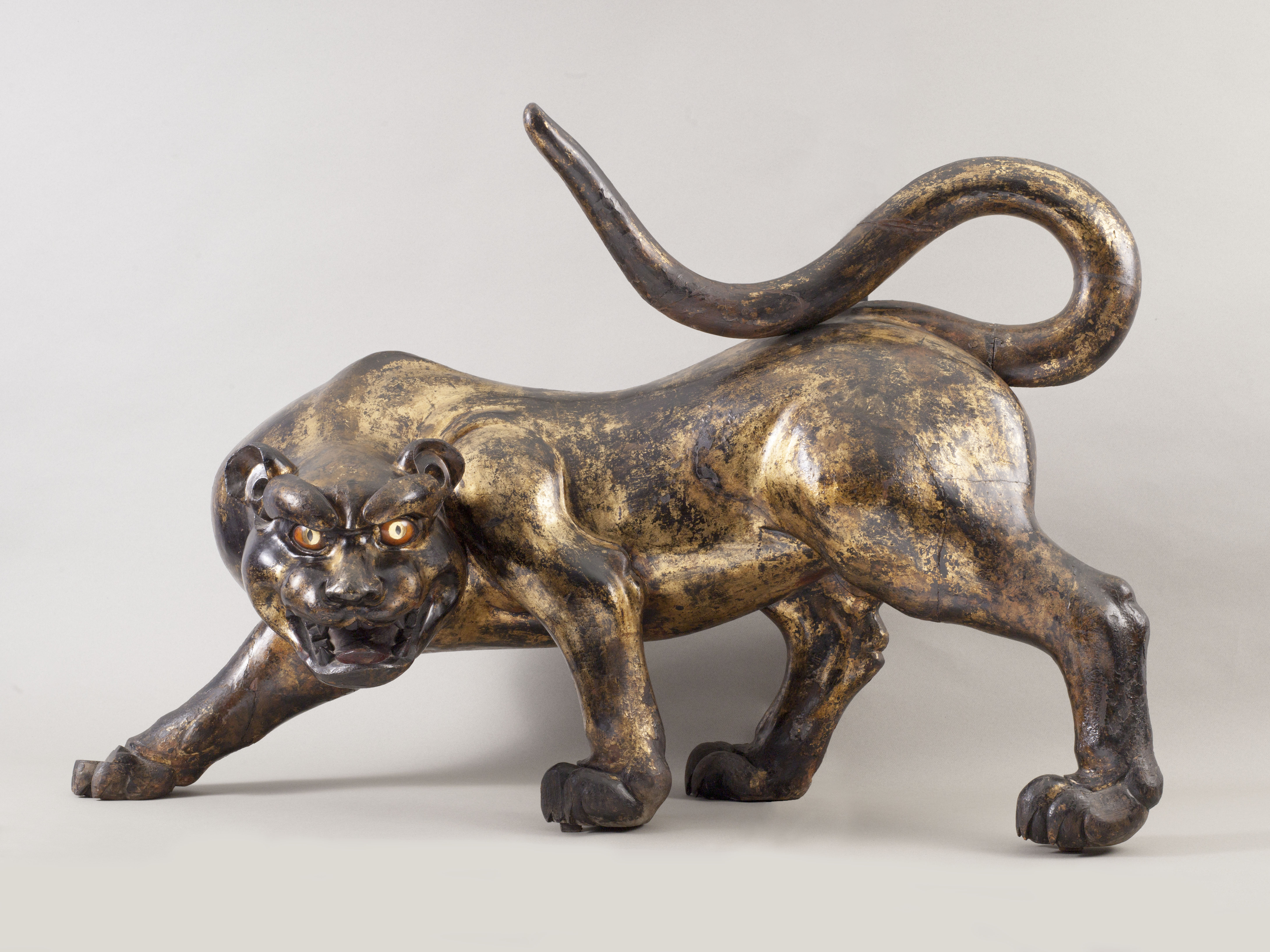
Tigre (tora okimono 虎置物), Bois (matériau), entre 1603 et 1868.
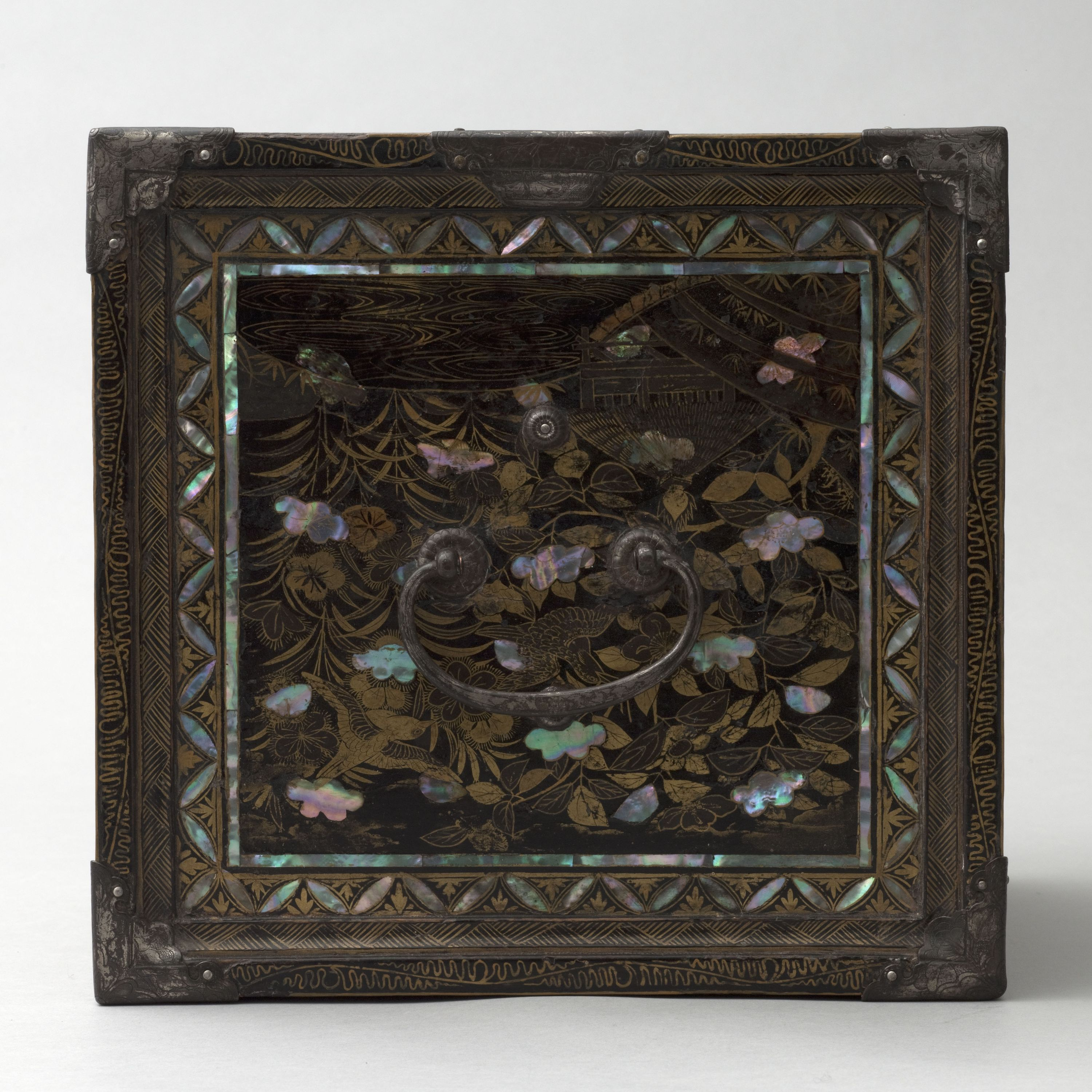
Cabinet portable, Bois (matériau), Laque, Nacre, Métal, Argenture, entre 1601 et 1625.
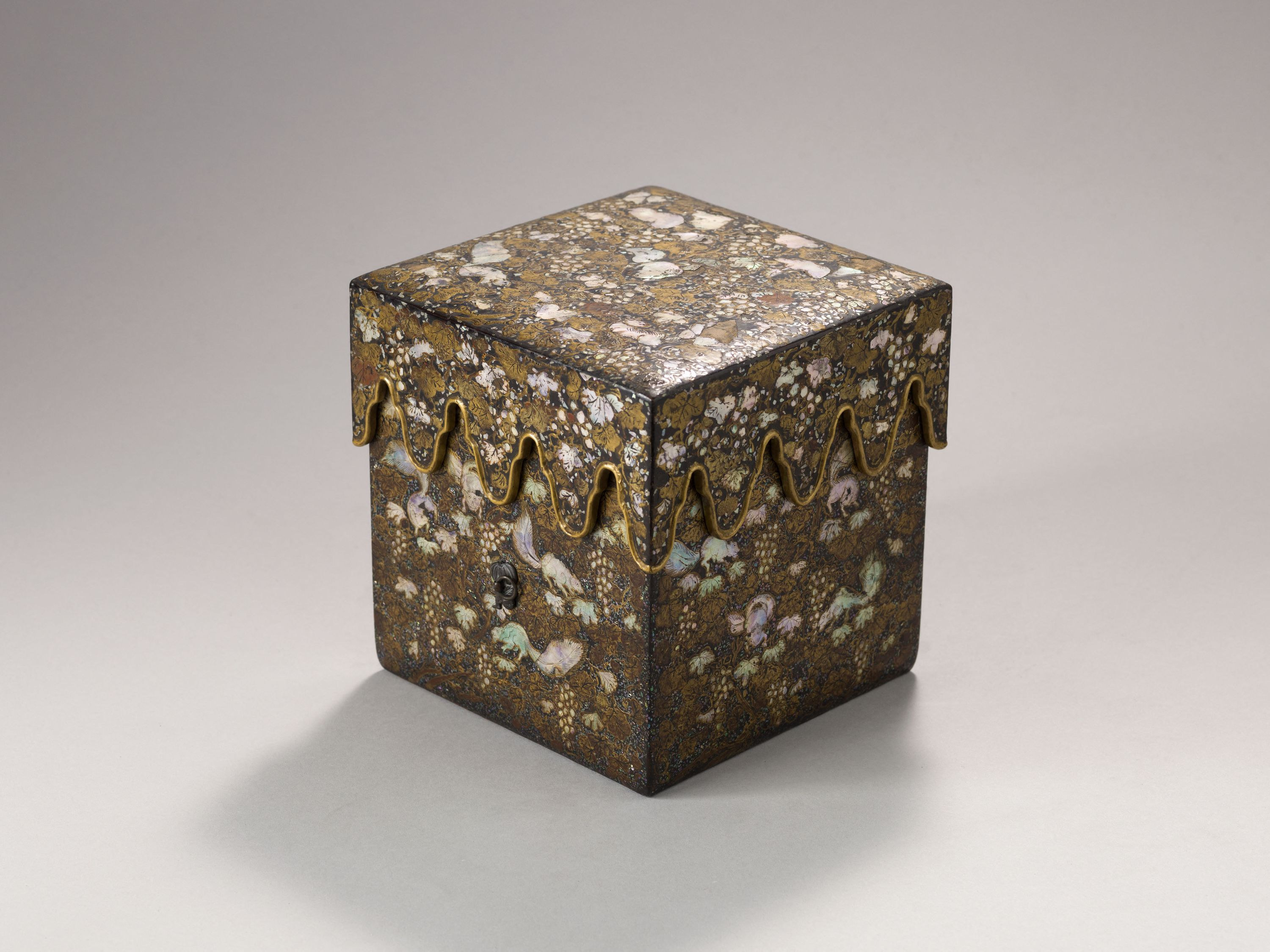
Coffret à ustensiles pour le jeu des encens (kōgubako), bois, or et nacre.
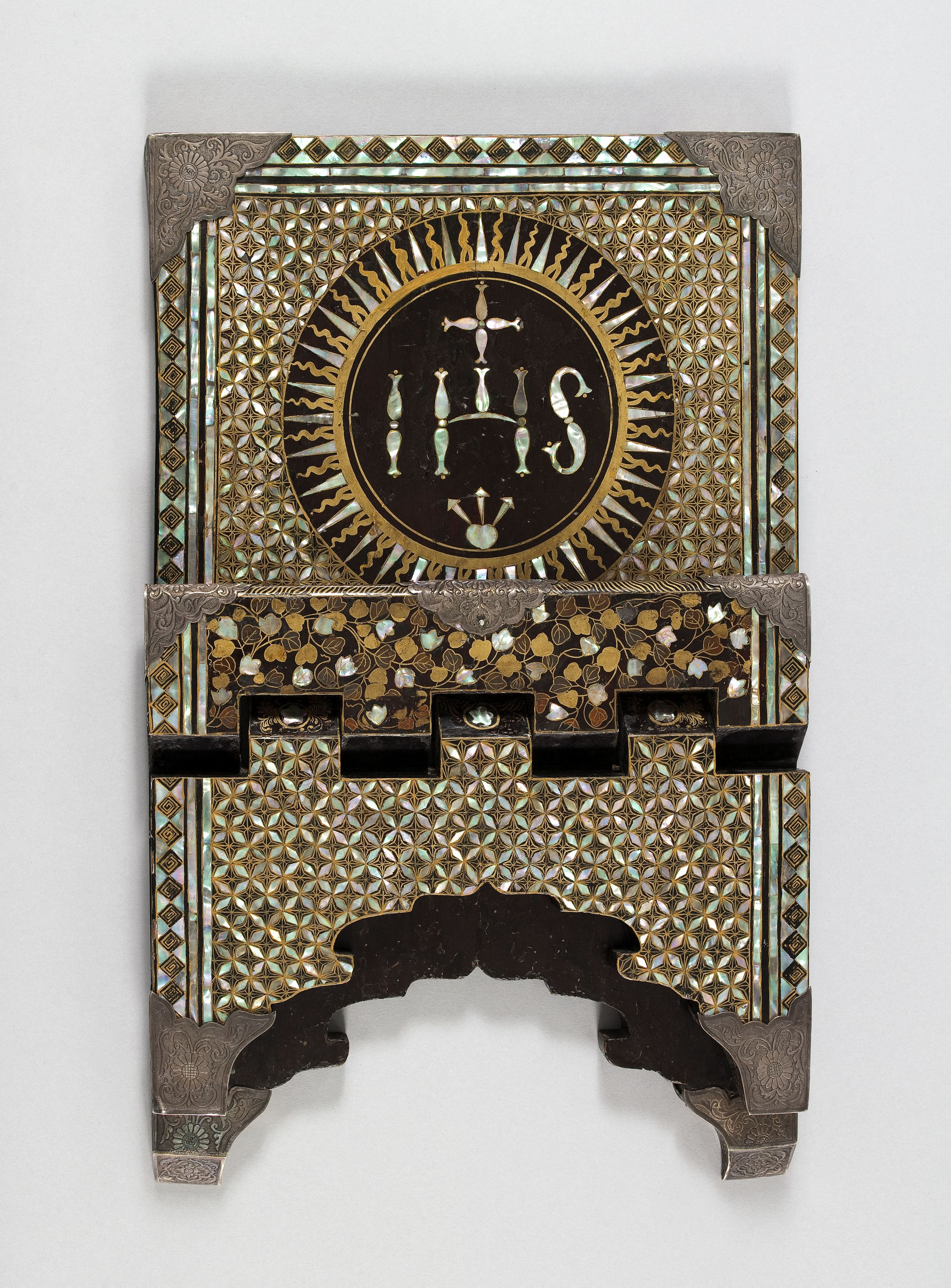
Lutrin pliable (shokendai 書見台), Bois (matériau), Laque, Nacre, Métal, Argenture, entre 1573 et 1603.
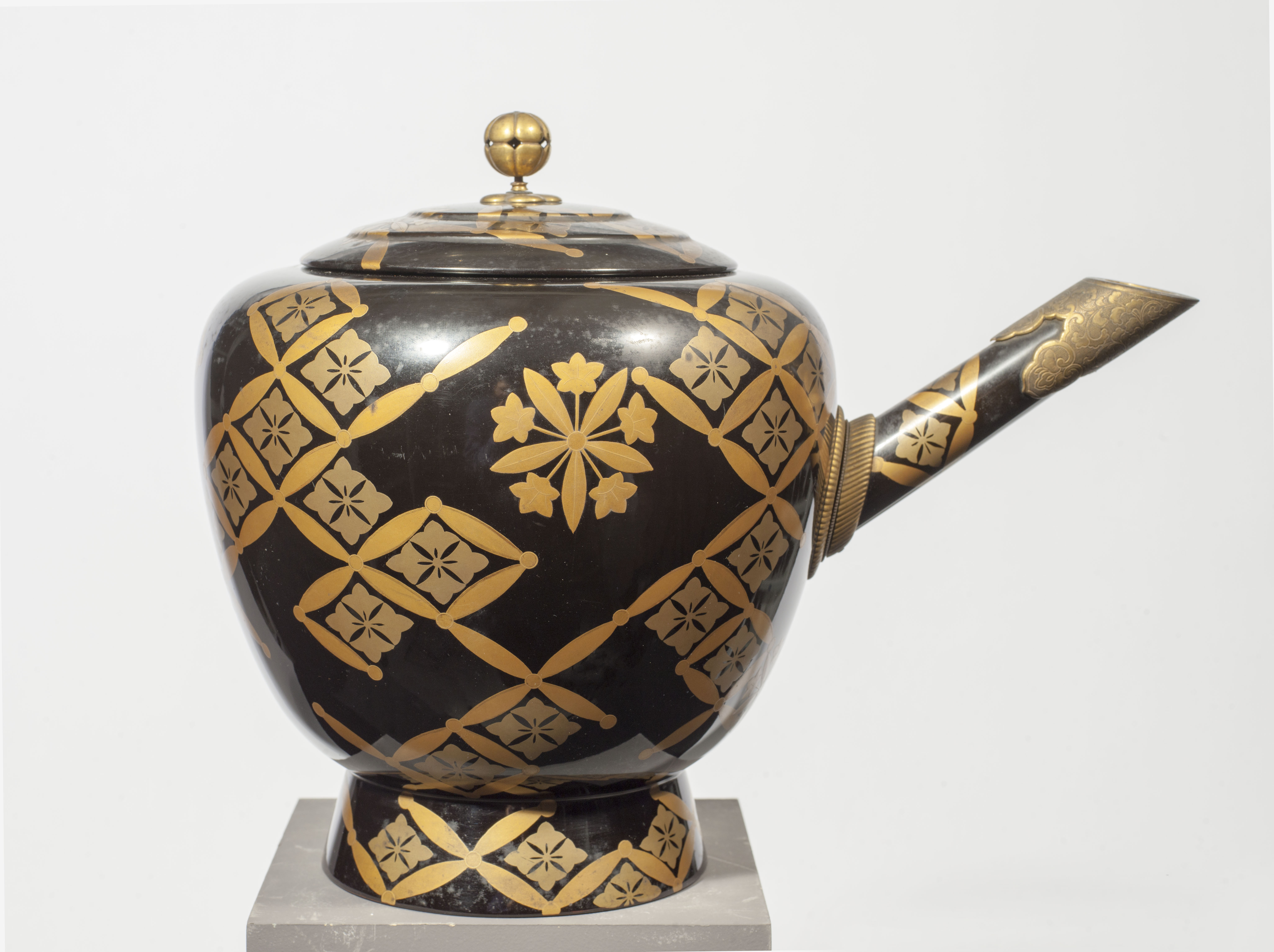
Pichet à eau chaude (hanzō), bois de paulownia, laque noire et or.
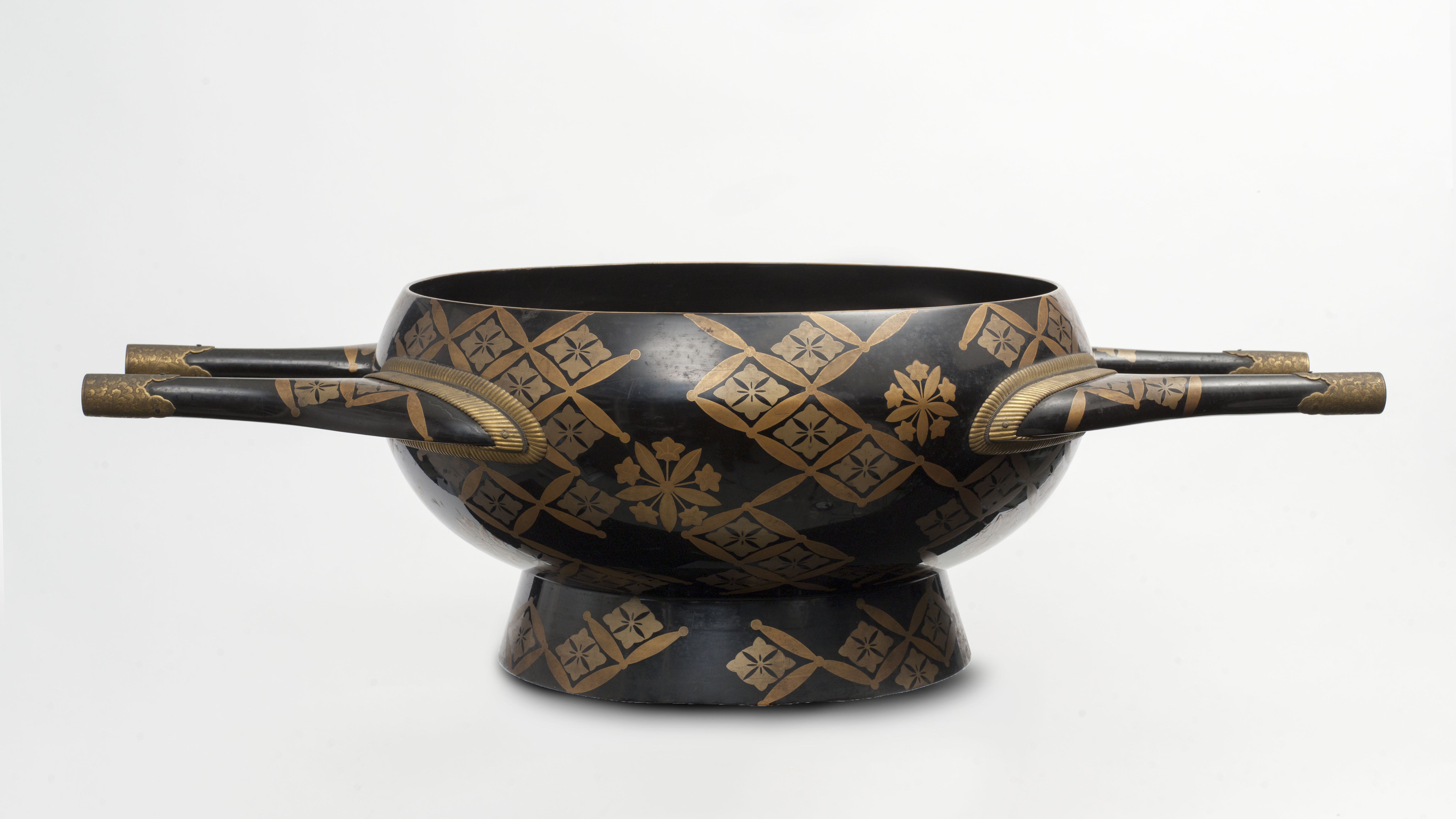
Bassin à quatre anses (tsunodarai), bois et laque.

### Chine

#### La Chine préhistorique (environ8 000 ansavant notre ère)

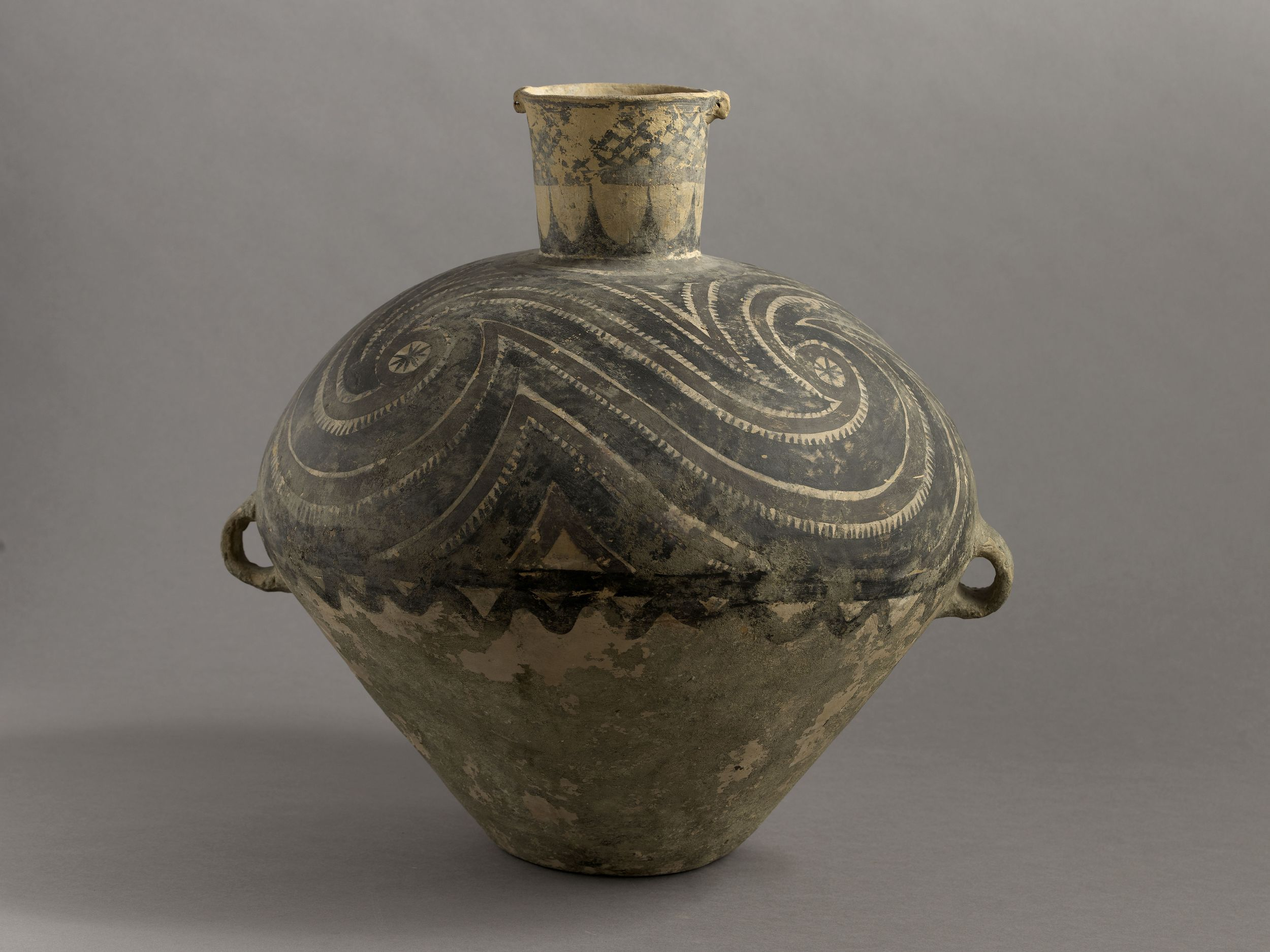
Jarre Mjiayao (3300-2000 avant notre ère).
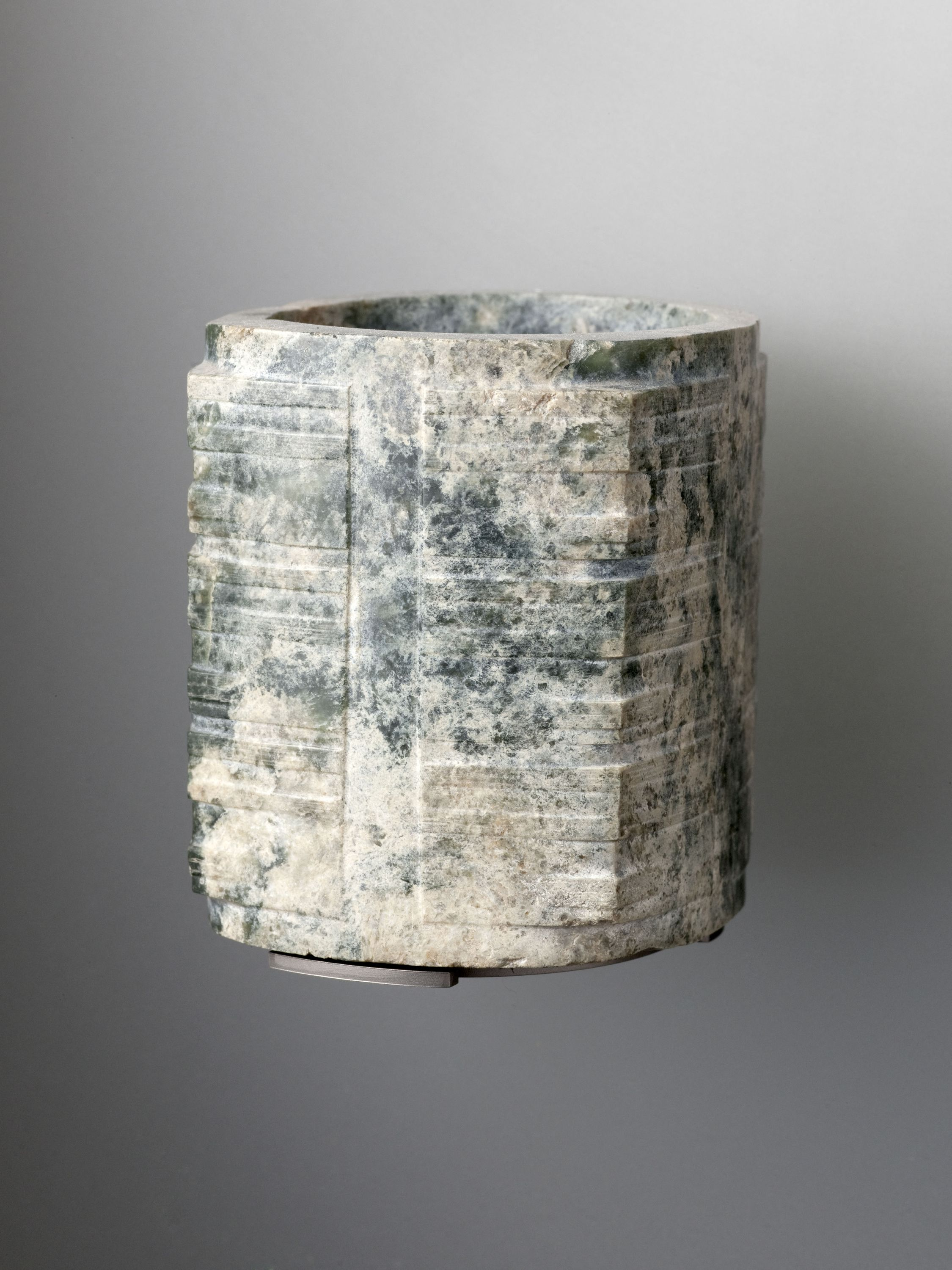
Tube de type cong, culture de Liangzhu (3300-2000 avant notre ère).
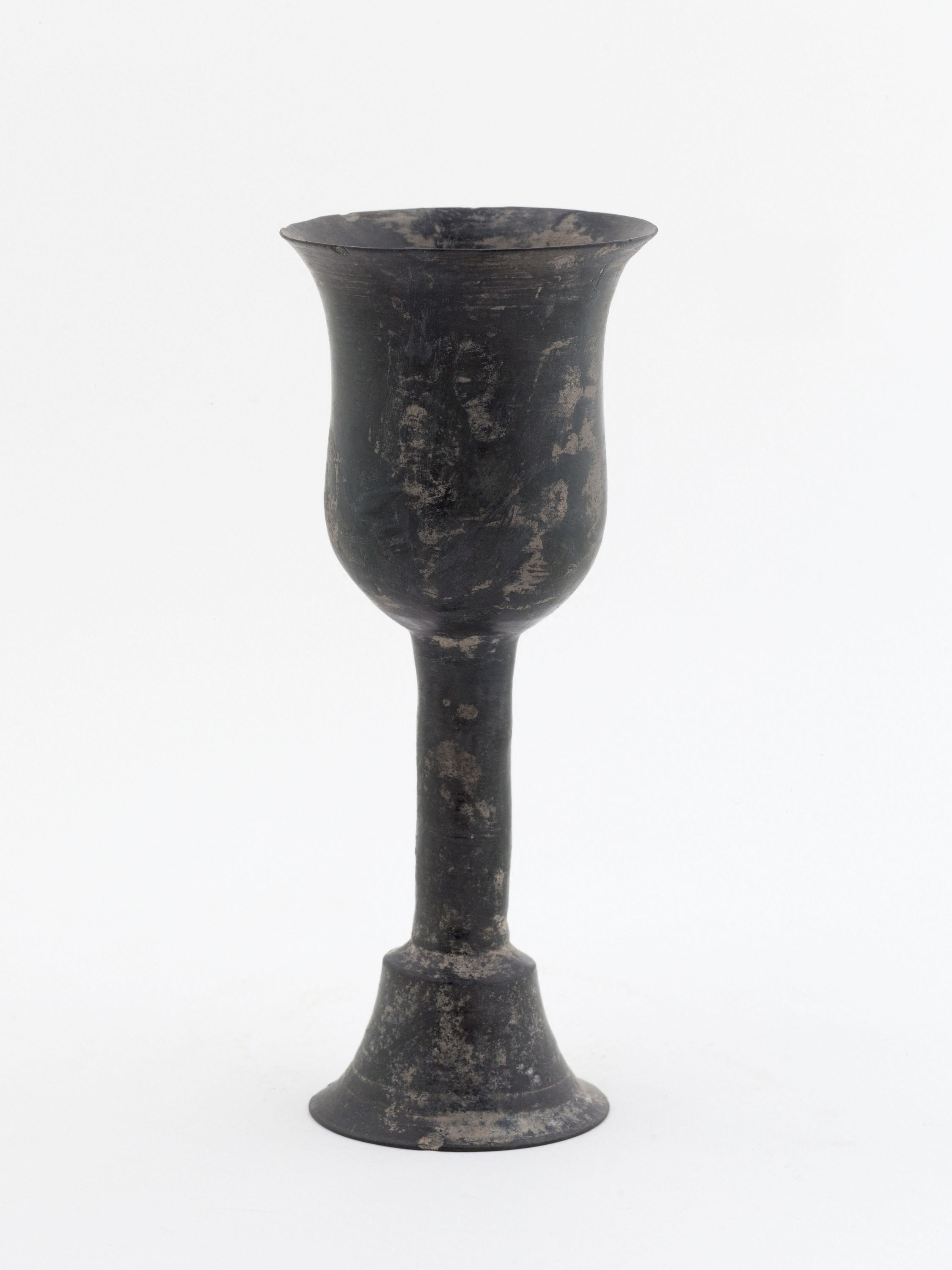
Gobelet à pied, culture de Longshan (4500-3000 avant notre ère).
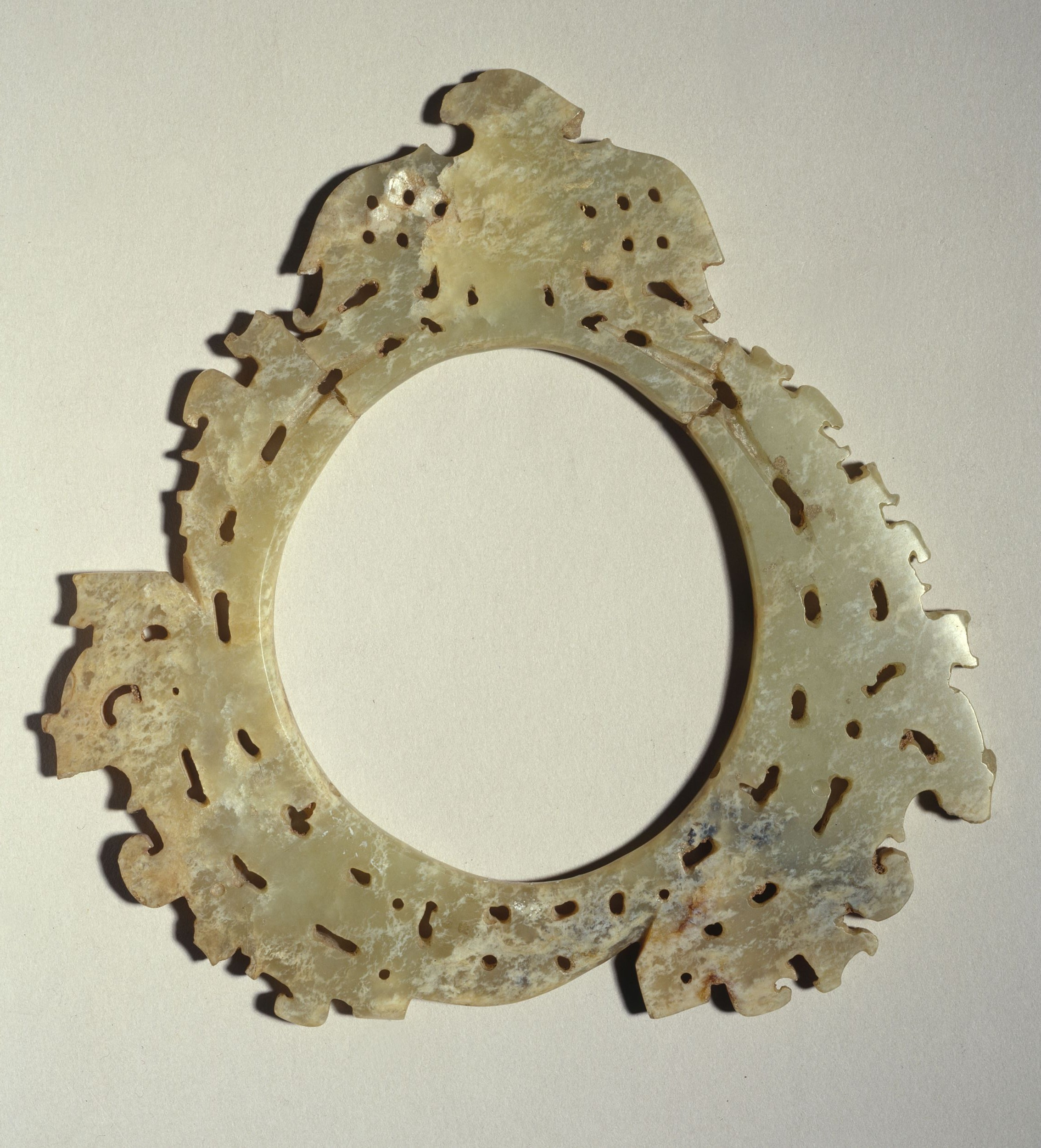
Disque de jade, vers -2400 vers -1900.

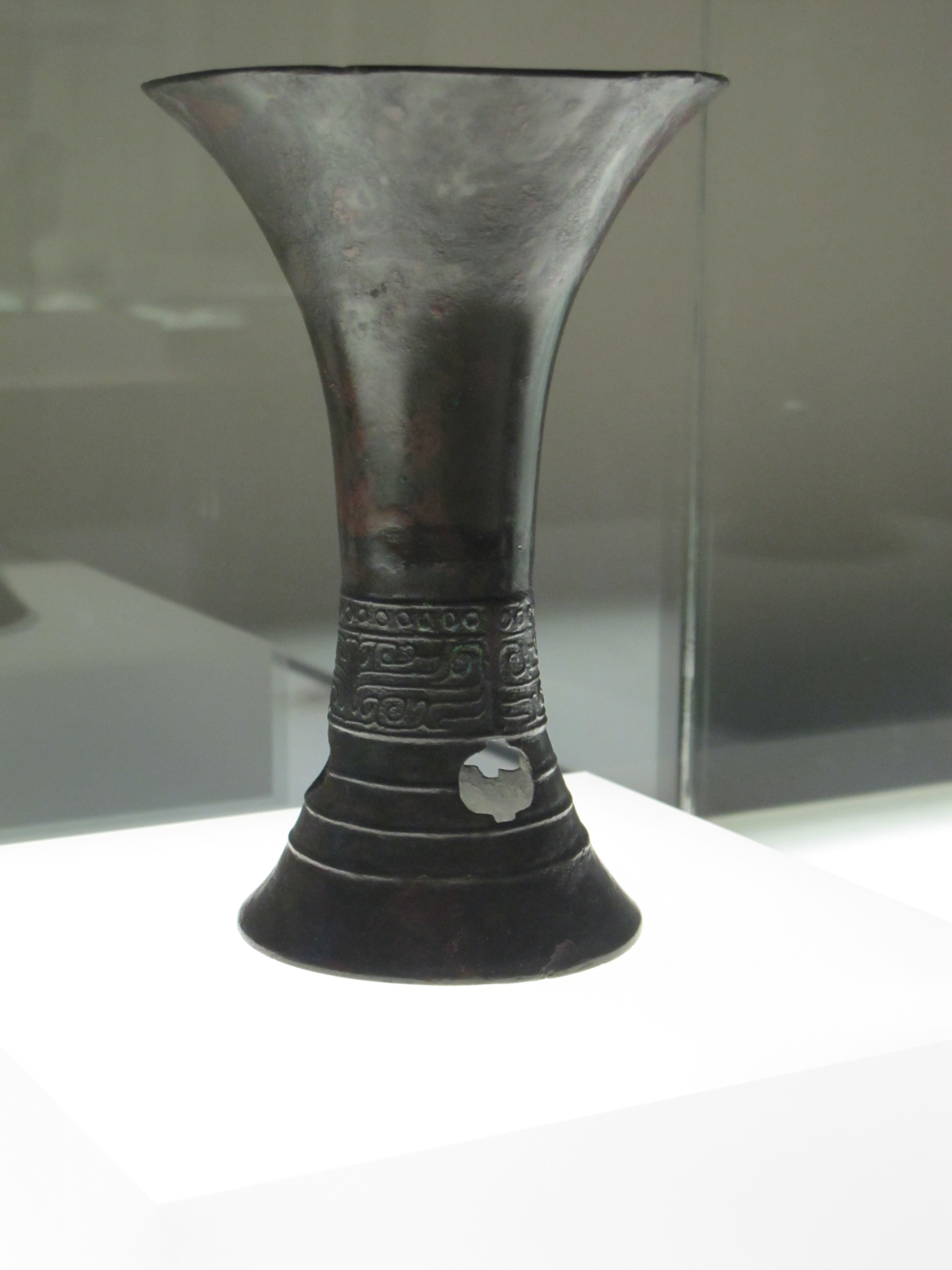
Vase gu pour les boissons fermentées. Bronze. Période d'Erligang (vers 1550 – vers 1300).
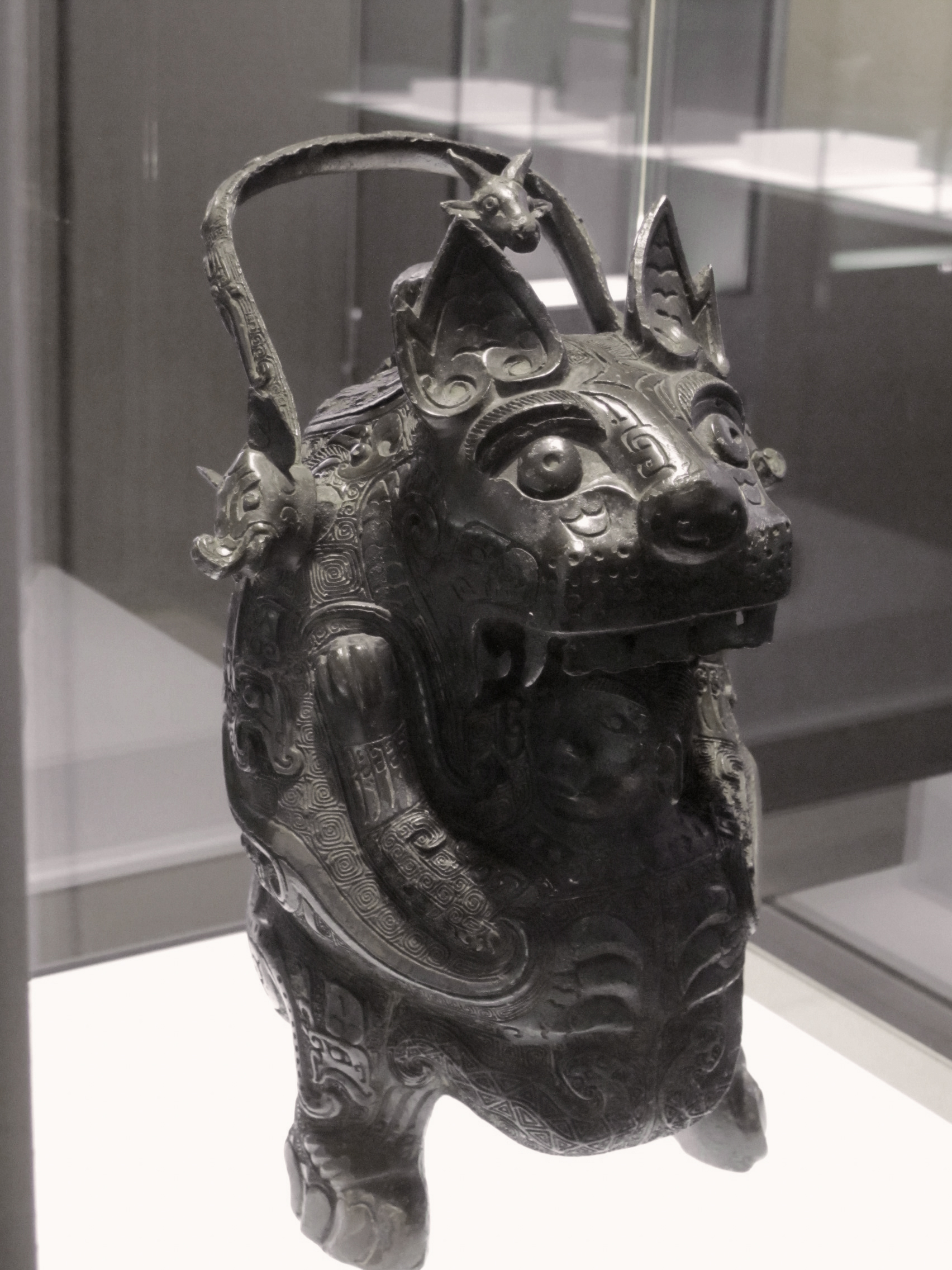
Vase you à conserver les boissons, dit : la Tigresse. Bronze, hors du territoire Shang[6]. Hunan, XIe siècle[7].
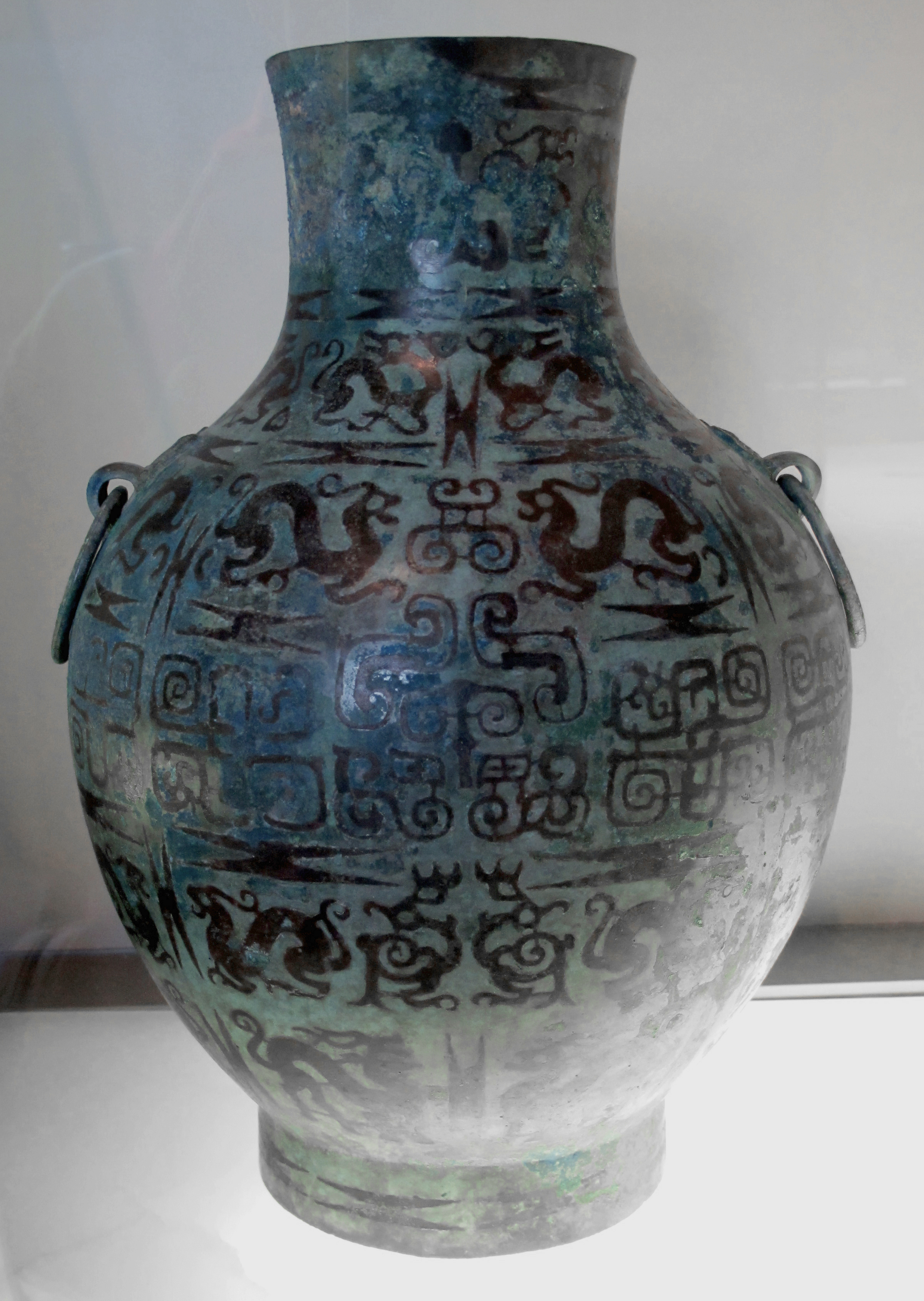
Vase hu pour conserver les boissons fermentées. Bronze avec incrustation de cuivre. H. : 39,8 cm. Ve siècle AEC. Dynastie Zhou, période des Printemps et Automnes (770-481) : fin - Royaumes combattants (481-221) : début[8].

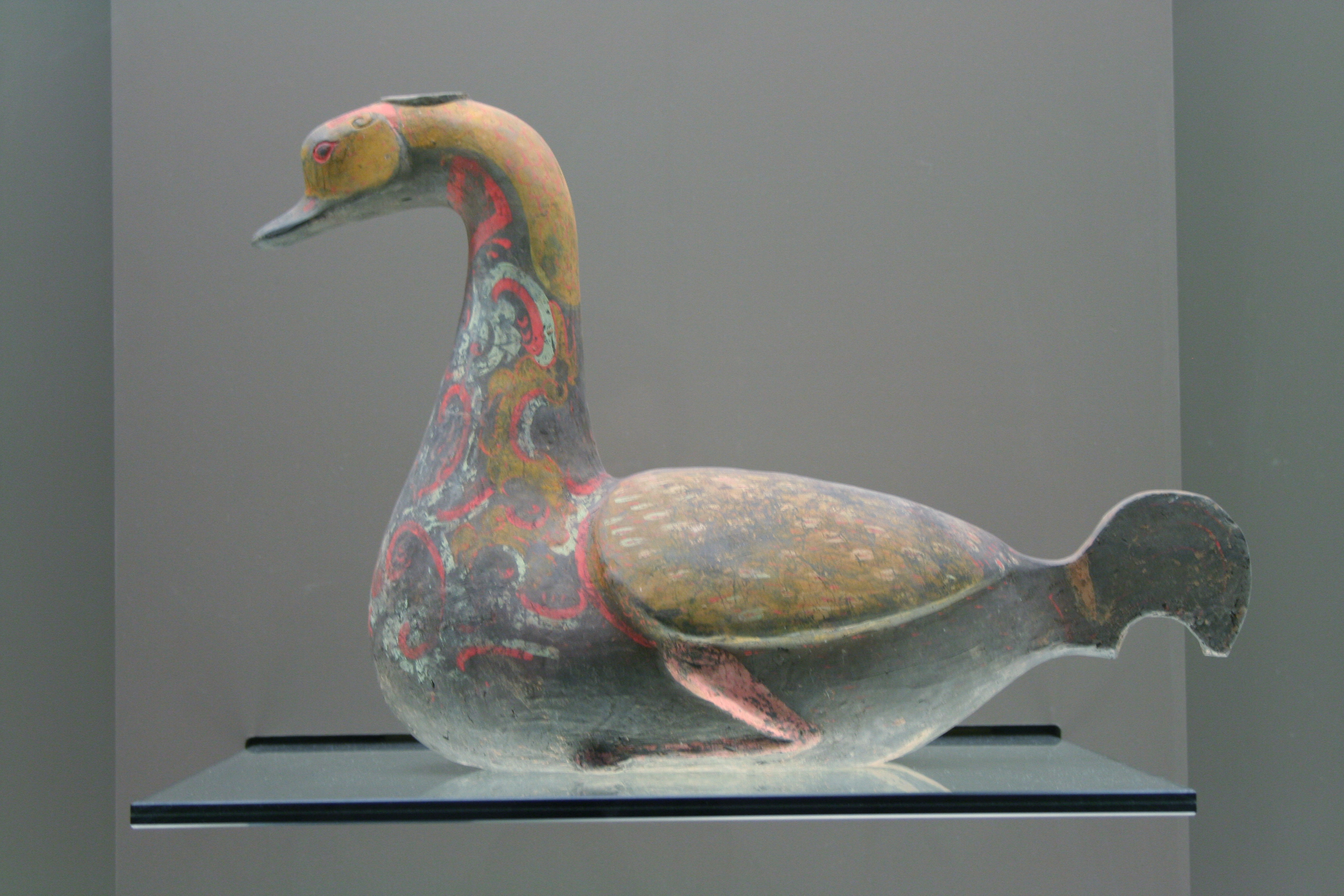
Cruche (?) en forme d'oie. Terre cuite peinte, H. 33,4 cm. Han de l'ouest (206 avant notre ère - 9 de notre ère)[9].
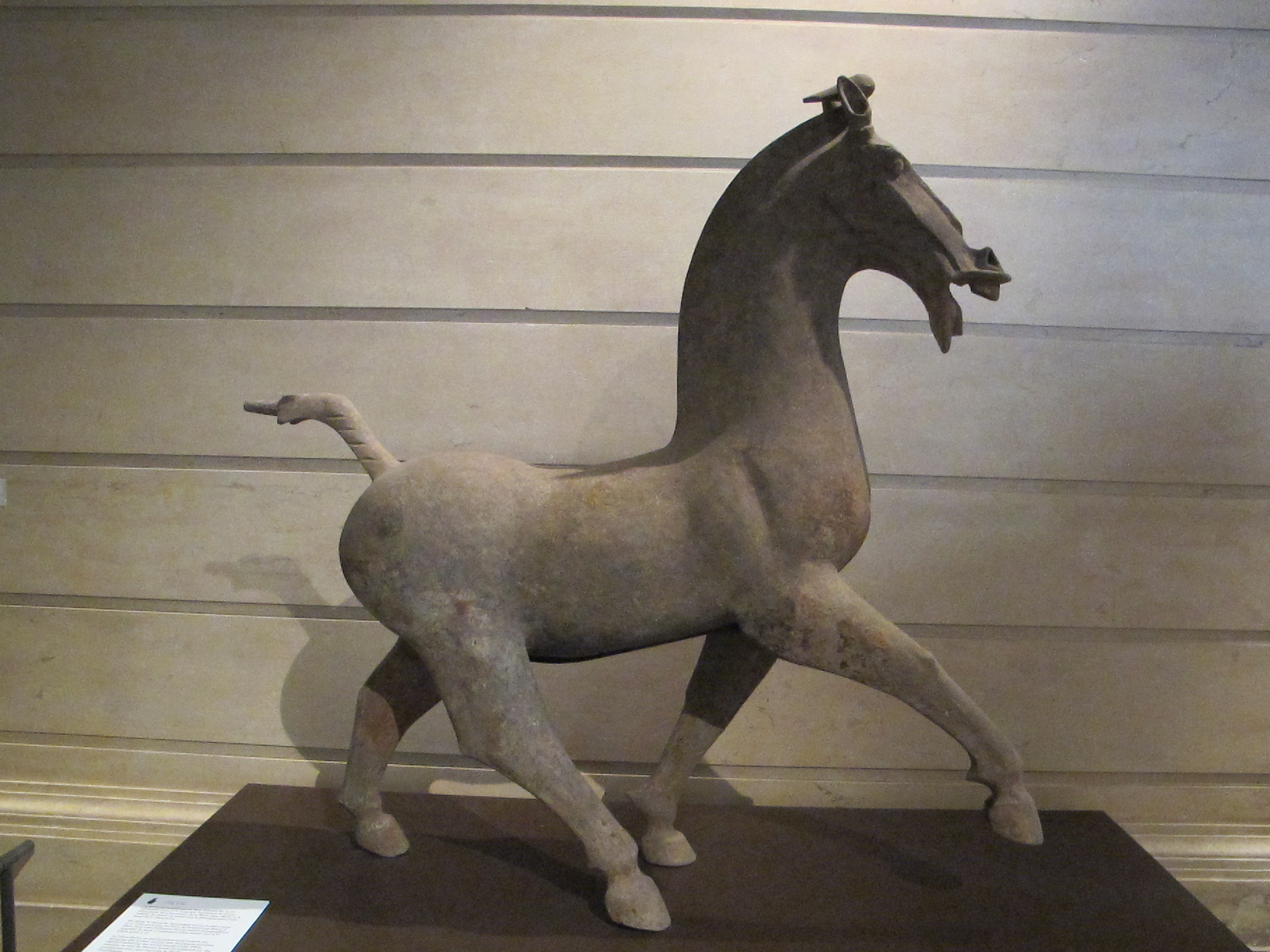
Grand cheval au trot. Terre cuite, H. 135 cm. Art funéraire Han de l'Est (25-220). Sichuan.
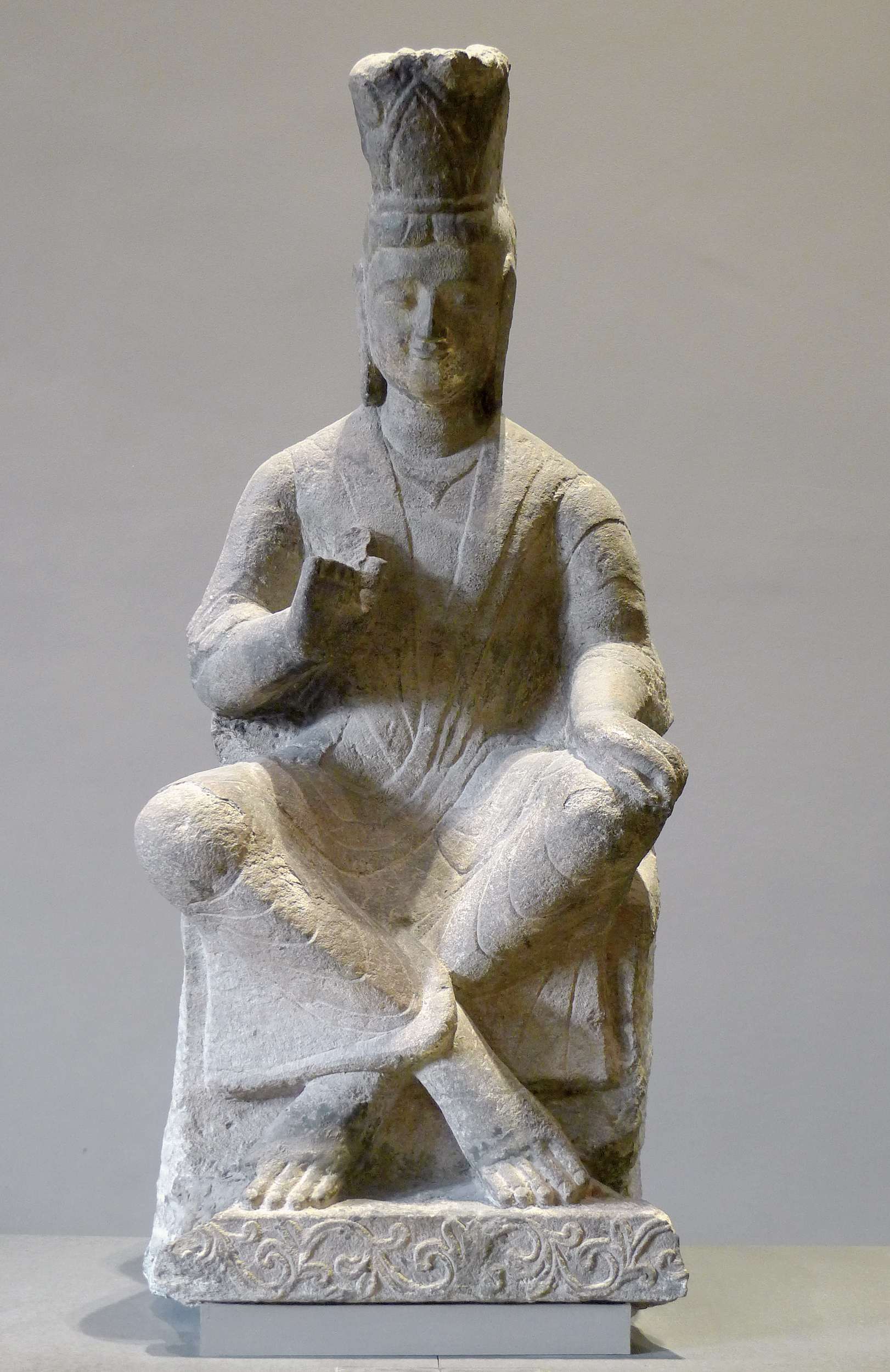
Bodhisattva Maitreya. Yungang, Shanxi. Grès, H. 130 cm. Dynastie Wei du Nord, (386-534)[10].
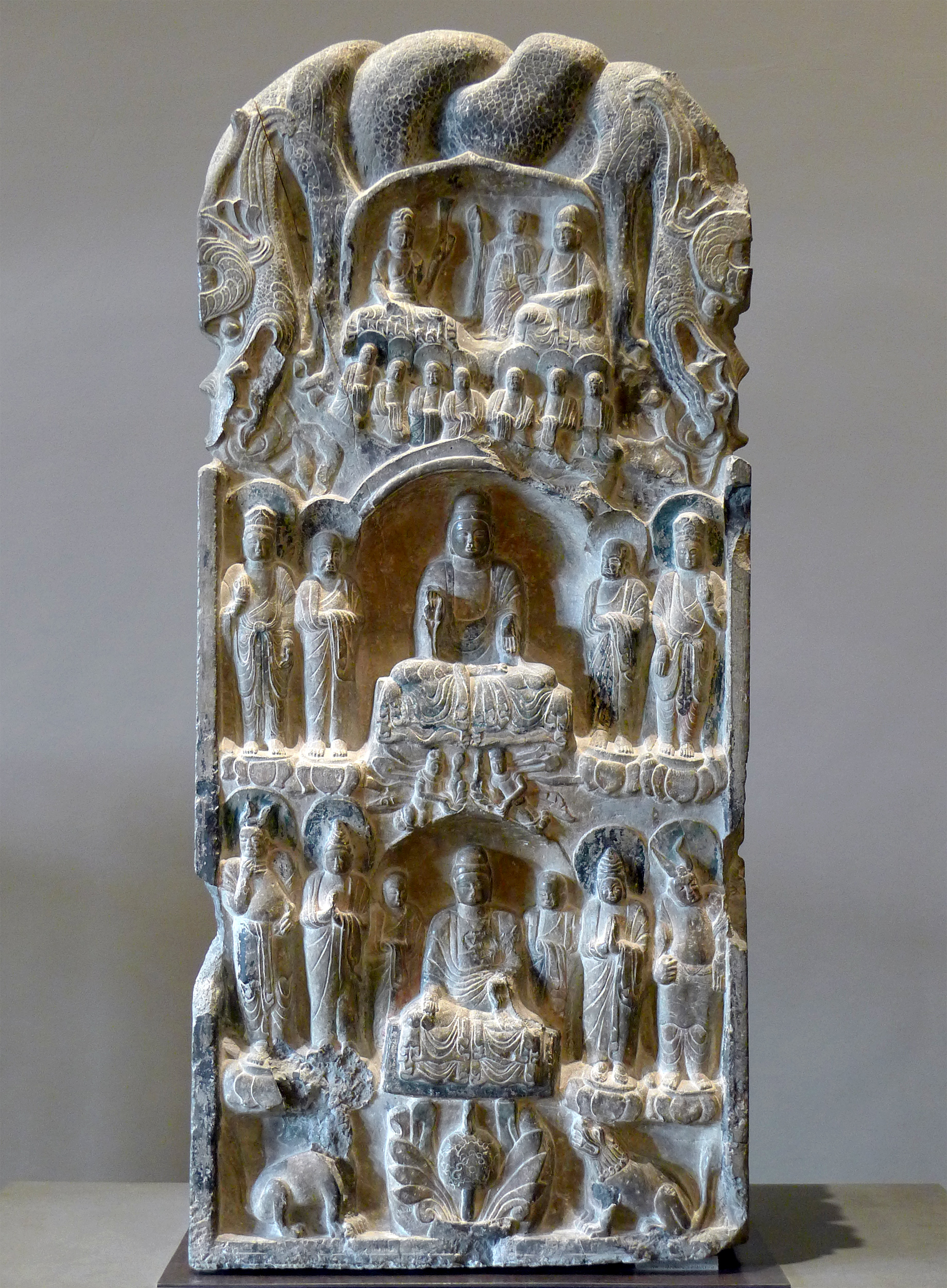
Stèle bouddhique, datée 560. Pierre, H. 130 cm. Dynastie Qi du Nord (550-577)[11].
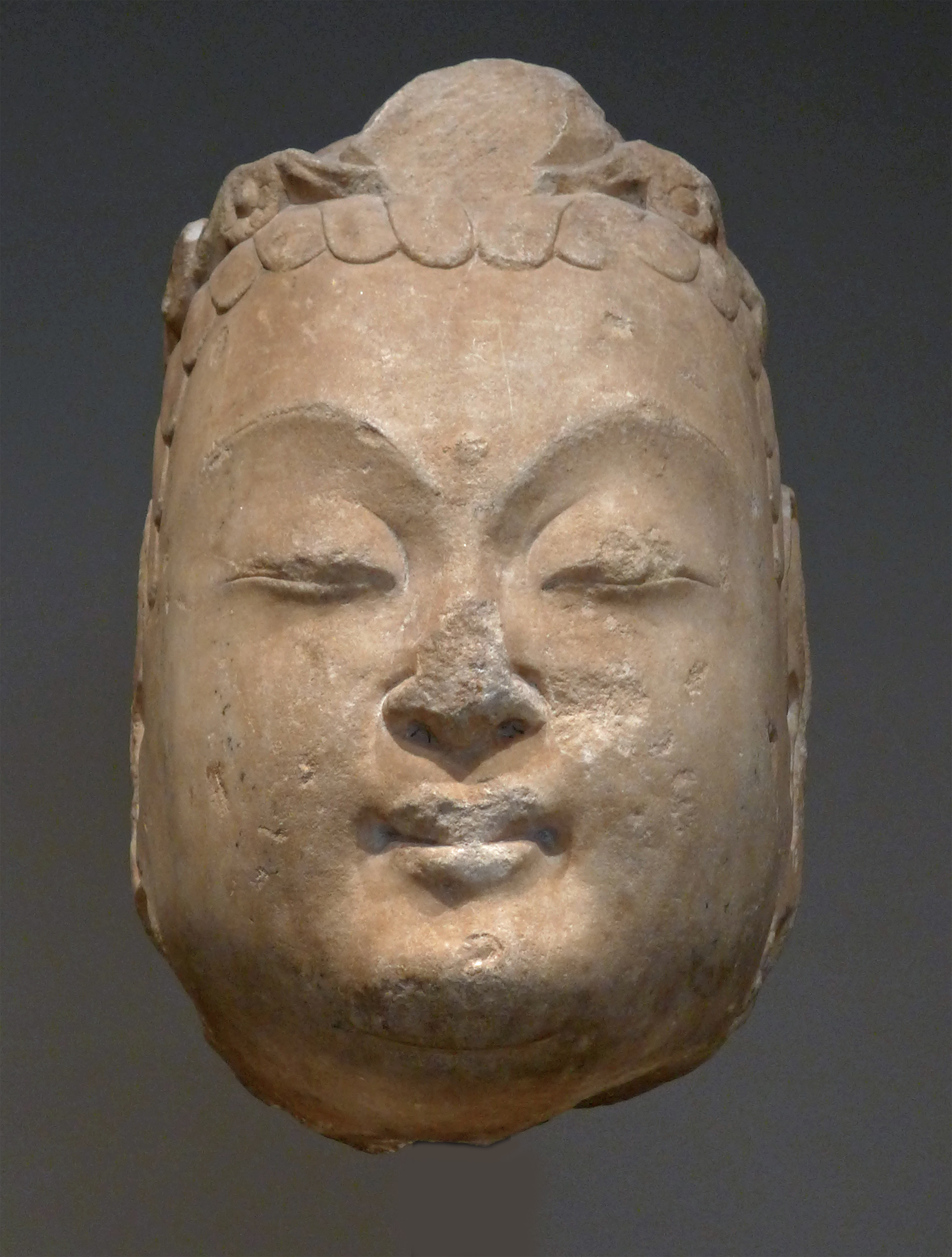
Tête de Bodhisattva. Marbre, H. 32,5 cm - Dynastie Sui (581-618), vers 600.
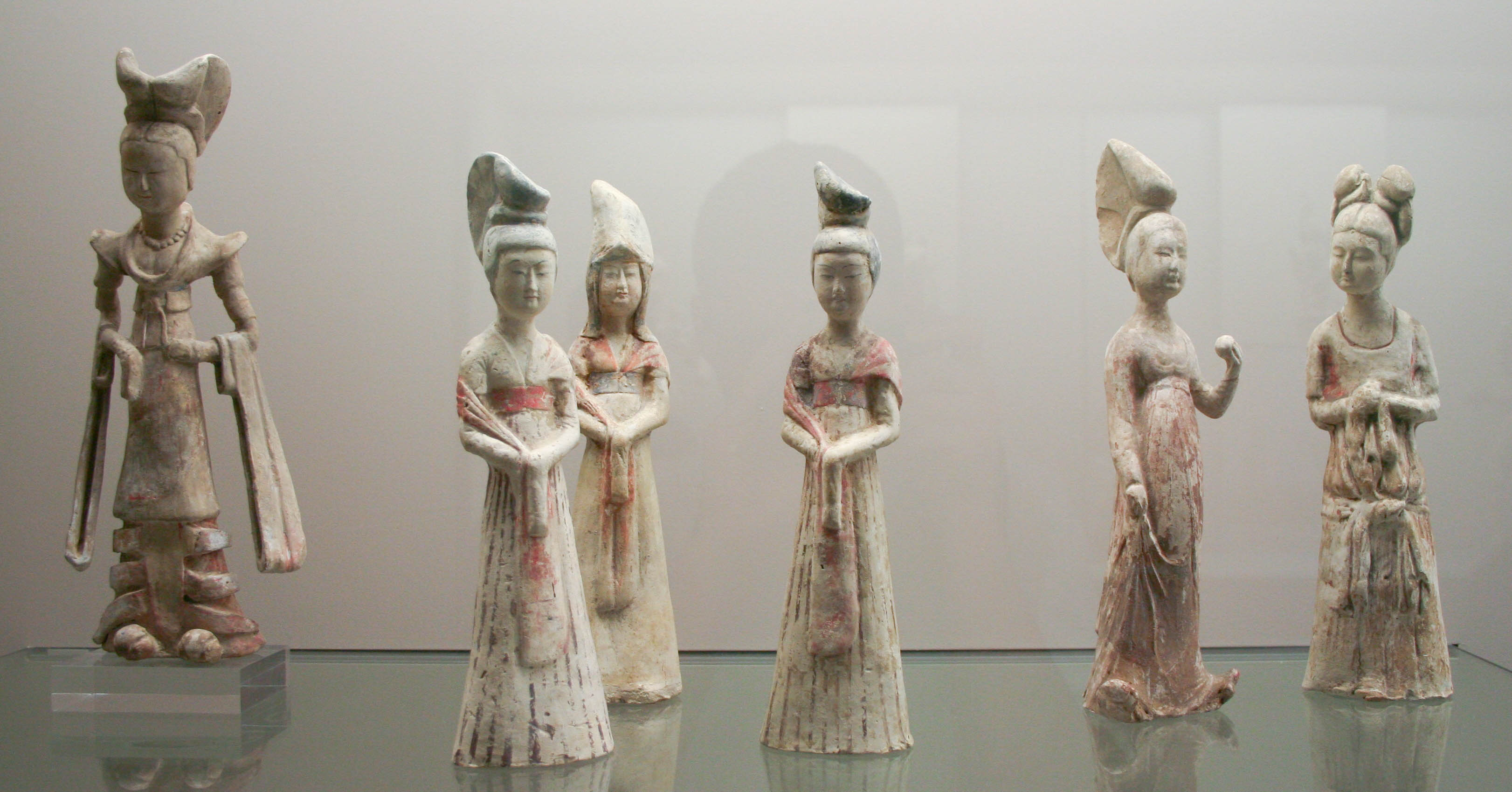
Figurines mingqi représentant des dames de la Cour de la dynastie Tang (618-907).
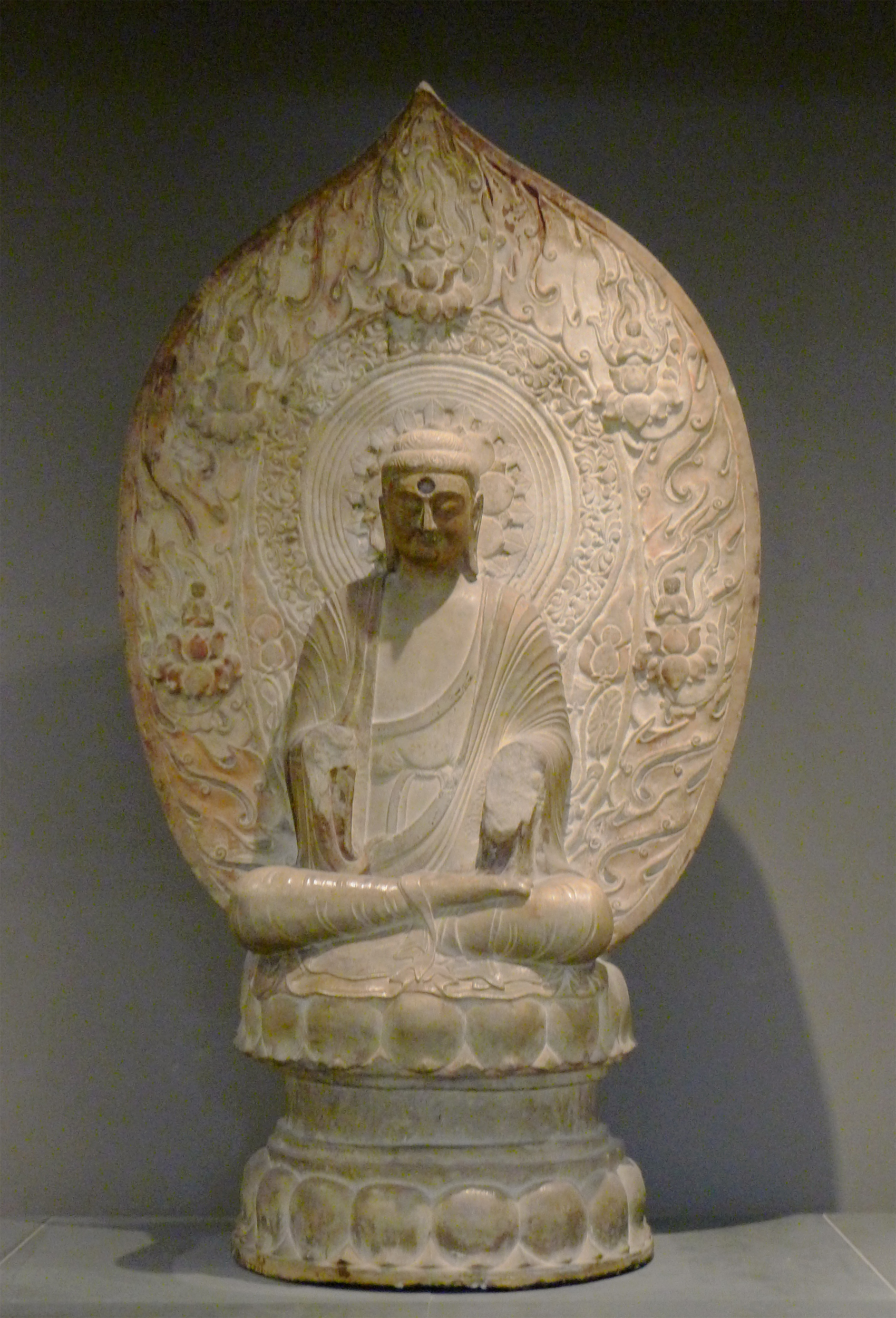
Bouddha Amitābha (Amida). Hebei. Marbre. Dynastie Liao (907-1112)[12].
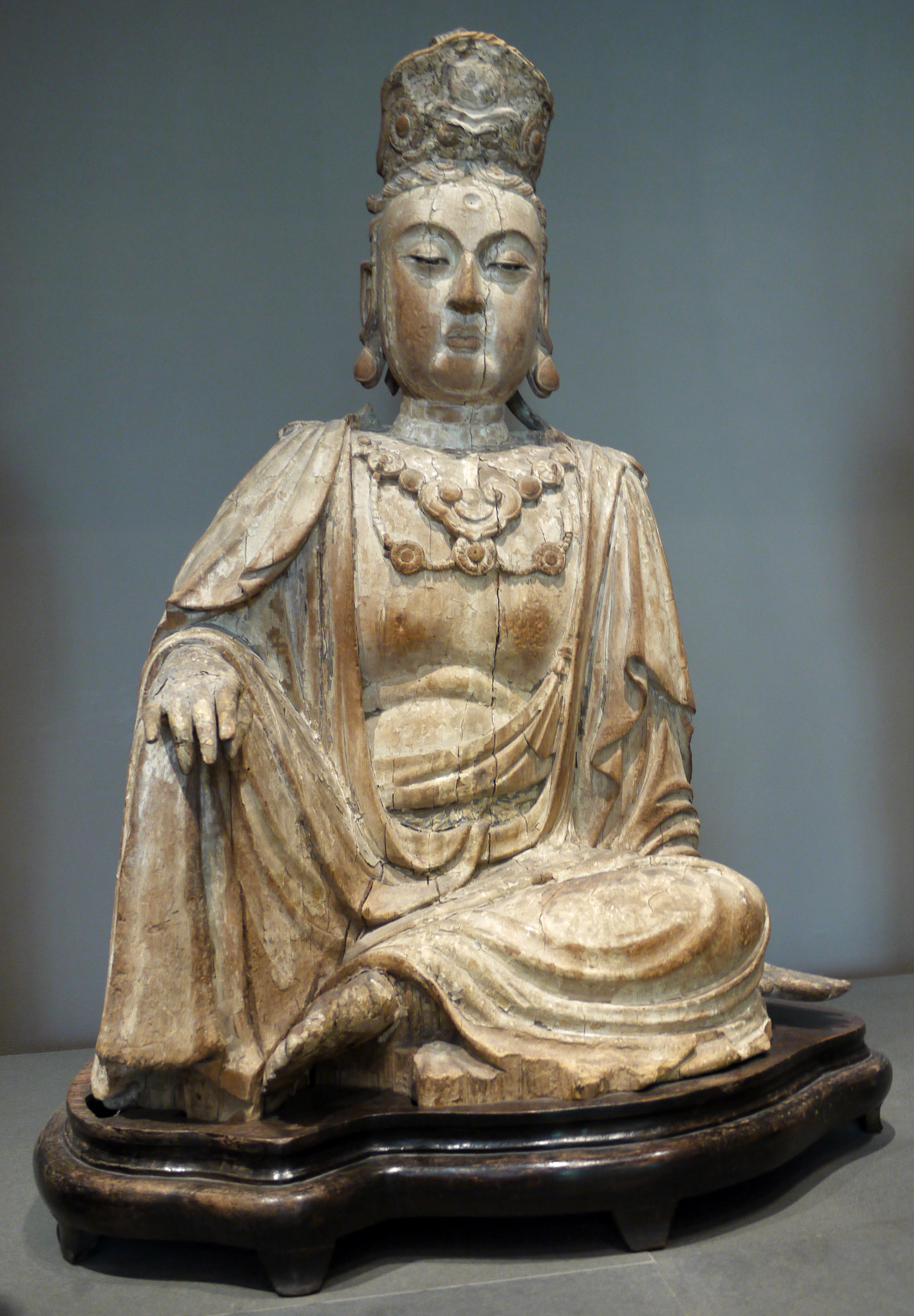
Bodhisattva Avalokiteśvara (Guanyin) assis en position de délassement. Bois avec traces de polychromie, H. 84 cm. Début Ming (1368 – 1644). XIVe siècle.
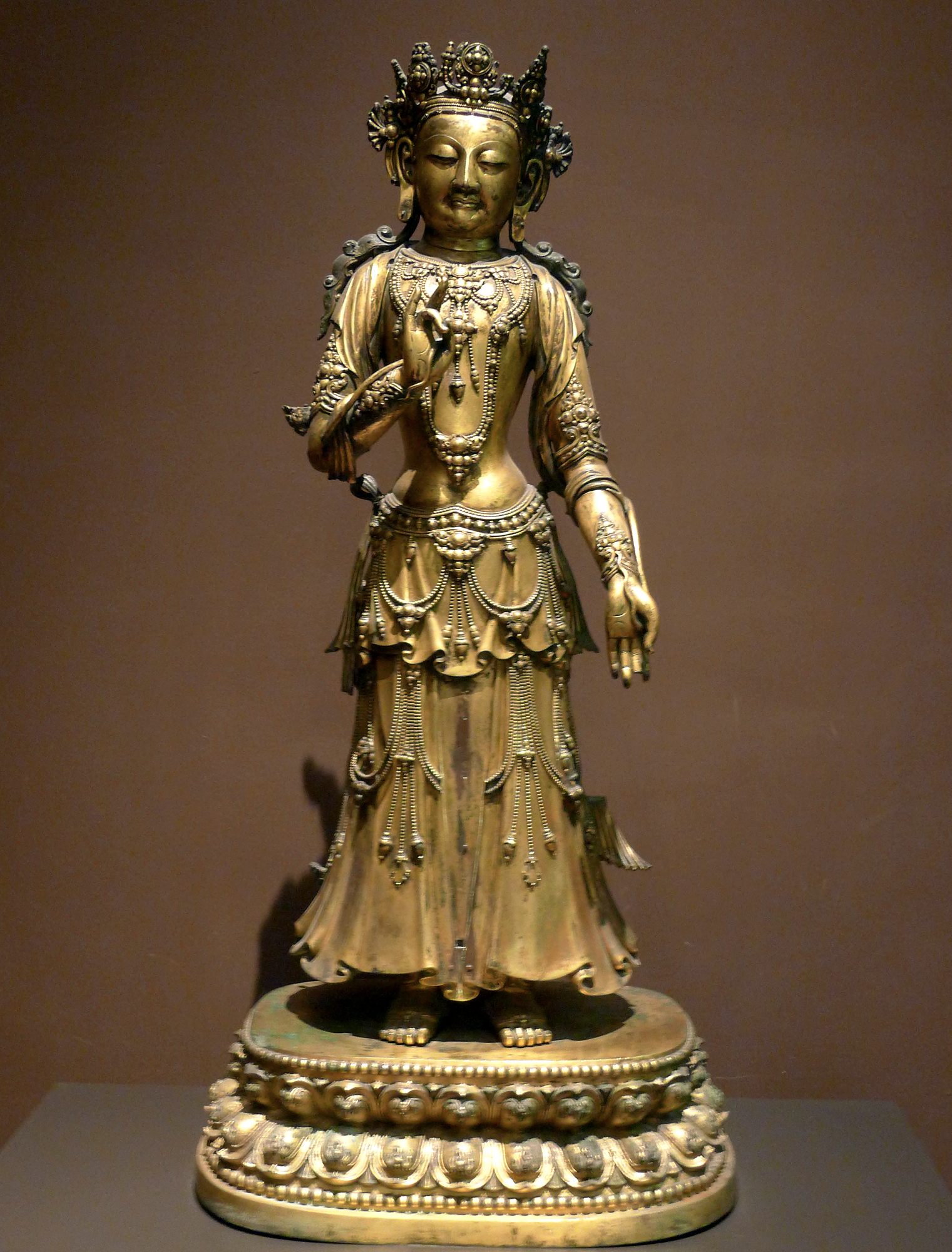
Bodhisattva. Bronze doré, H. 66 cm. Dynastie Ming (1368-1644)[13].

#### La Chine moderne (de 1912 aux années 1980)

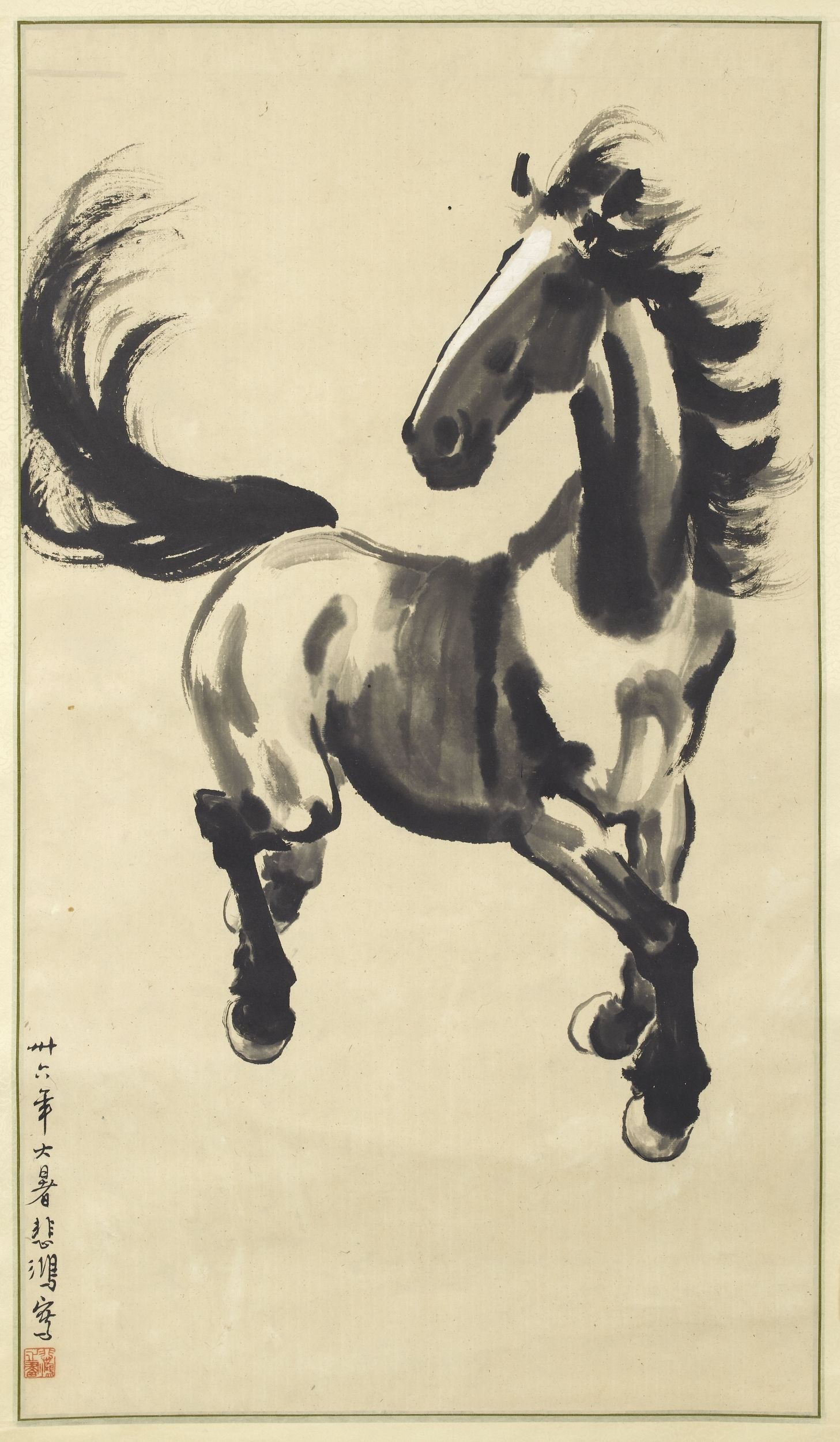
Cheval, Xu Beihong (1896-1953), papier et encre.
Deux femmes Miao, Pang Xunqin (1906-1985), papier, encre, couleurs (pigments).
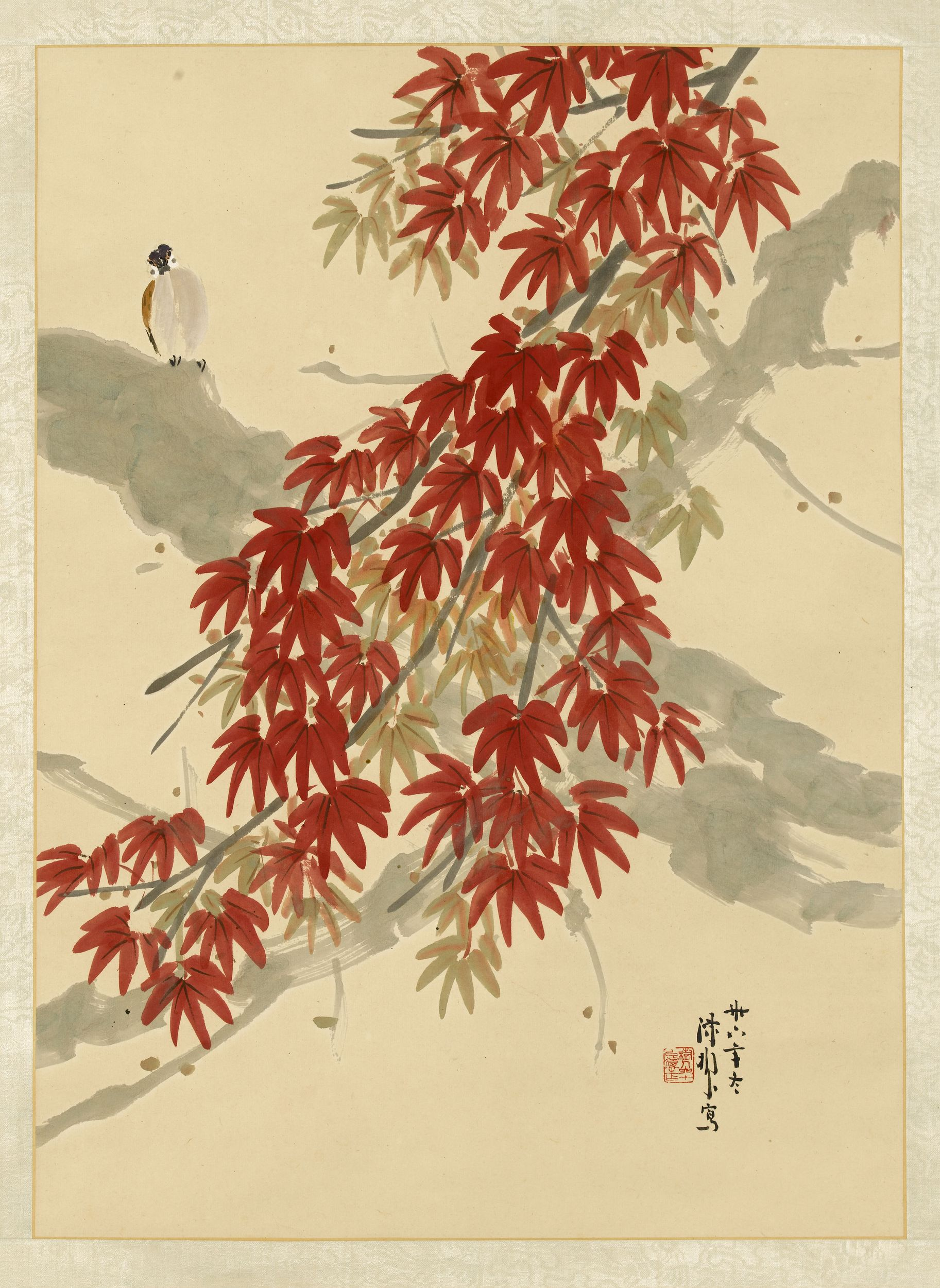
Feuilles d'érable rouges, Chen Shuren (1883-1946), papier, encre, couleurs (pigments).
Nu assis au peignoir rouge, Pan Yuliang (1894-1977), papier, encre, couleurs (pigments).
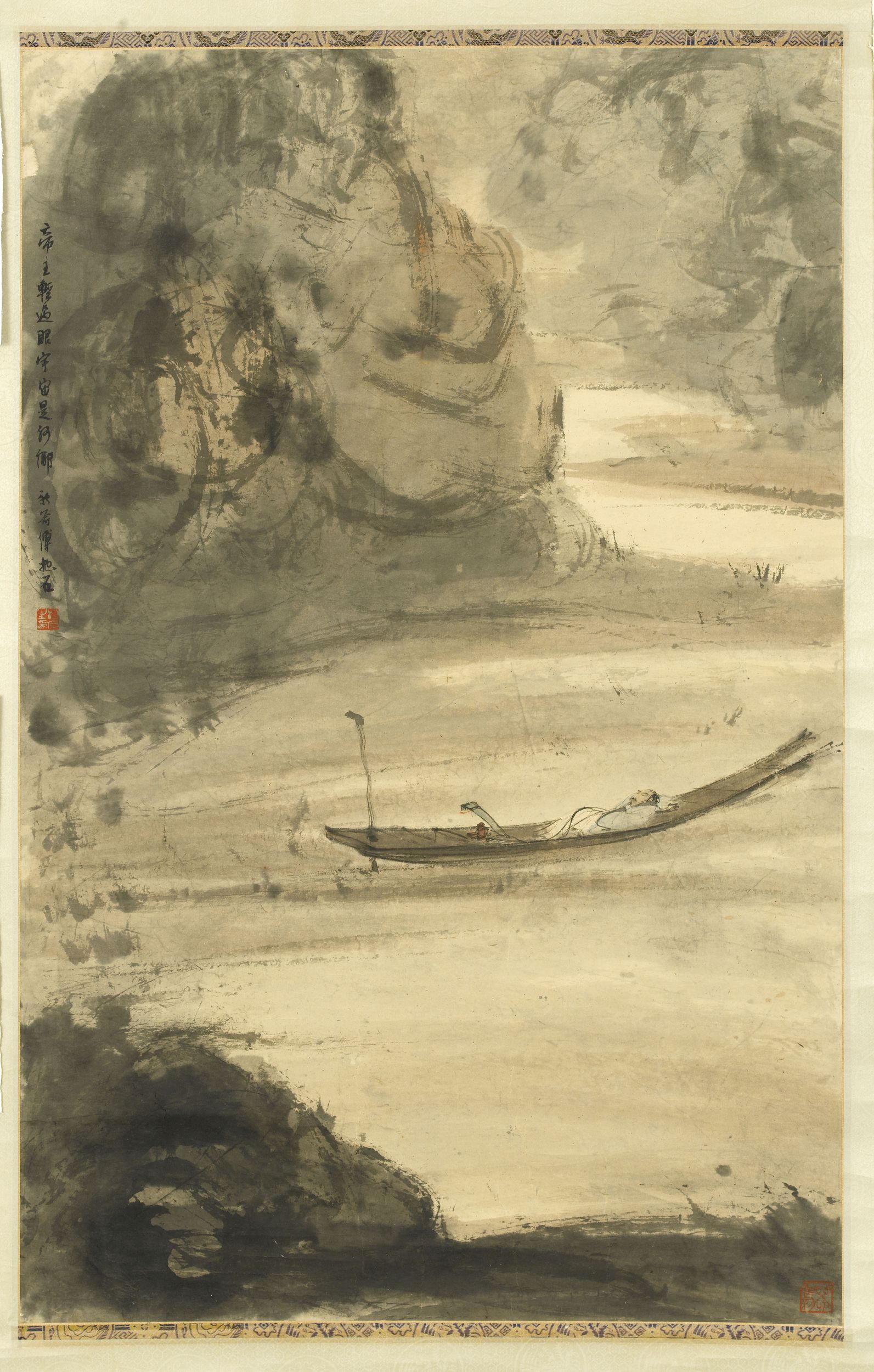
Rêveur, Fu Baoshi, papier, encre, couleurs (pigments).
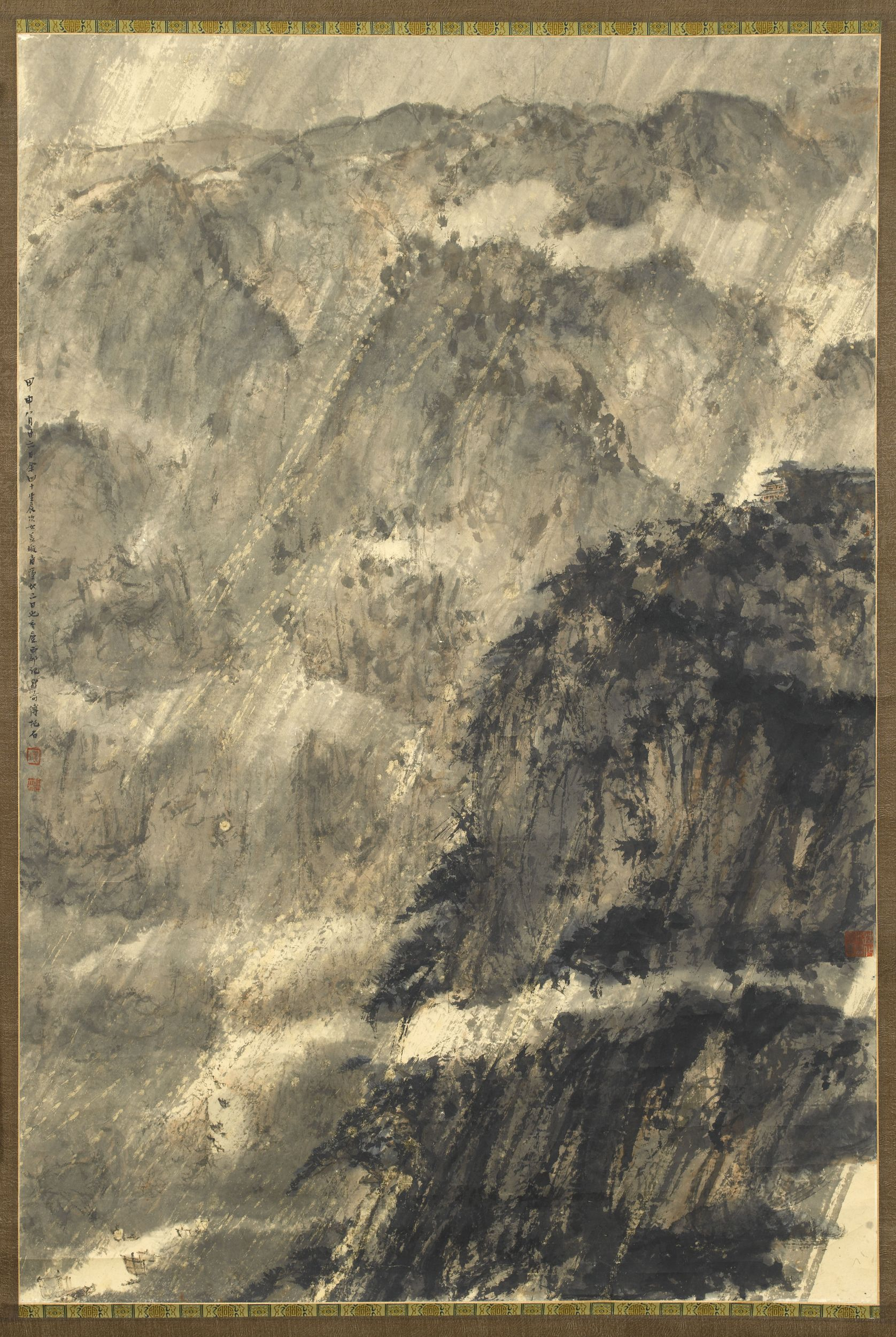
Tempête, Fu Baoshi, papier, encre, couleurs (pigments).
Petit bol rouge, Zao Wou-ki (1920-2013), terre cuite et galçure.
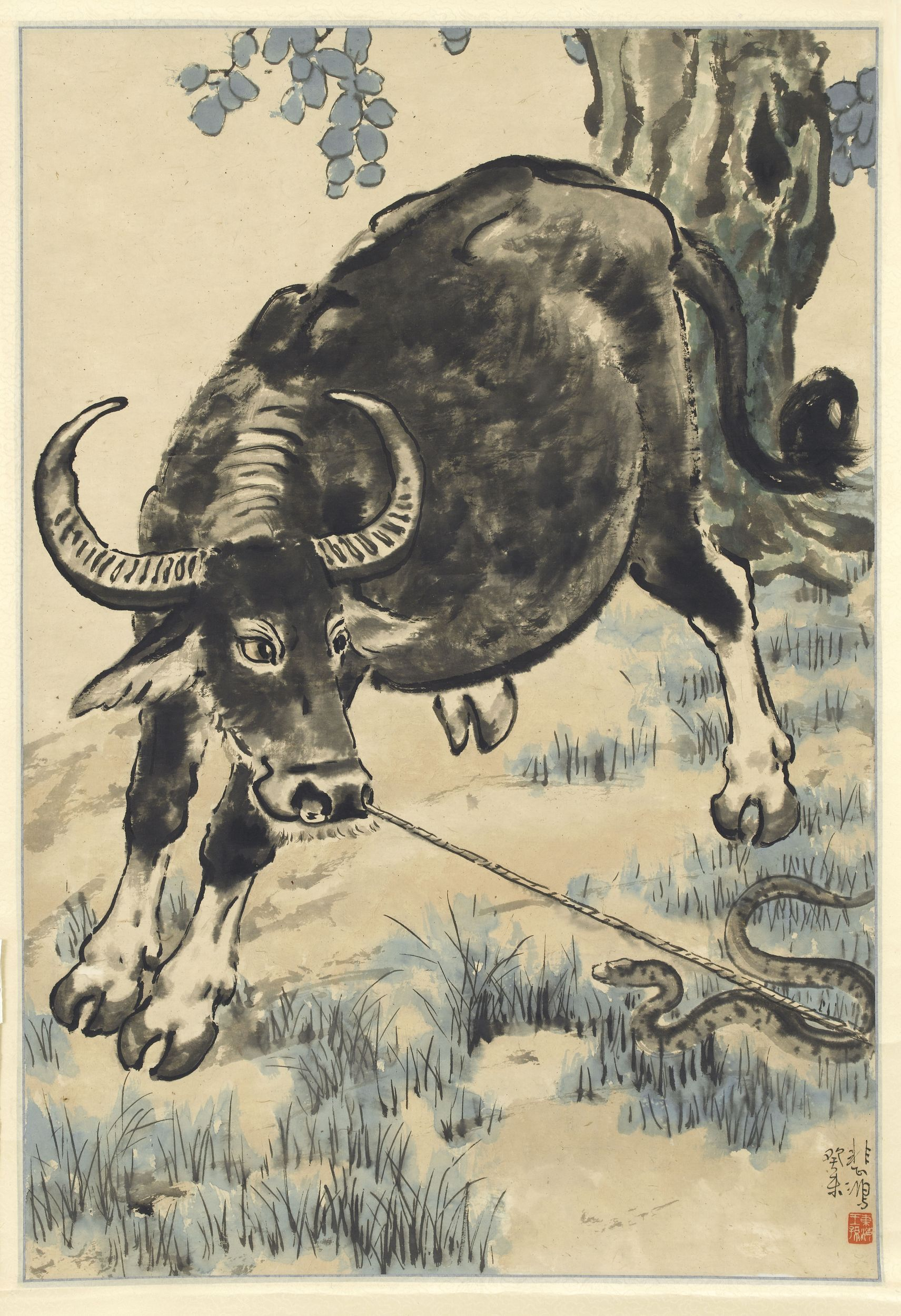
Le démon buffle et l'esprit serpent, Xu Beihong (1896-1953), papier, encre, couleurs (pigments).
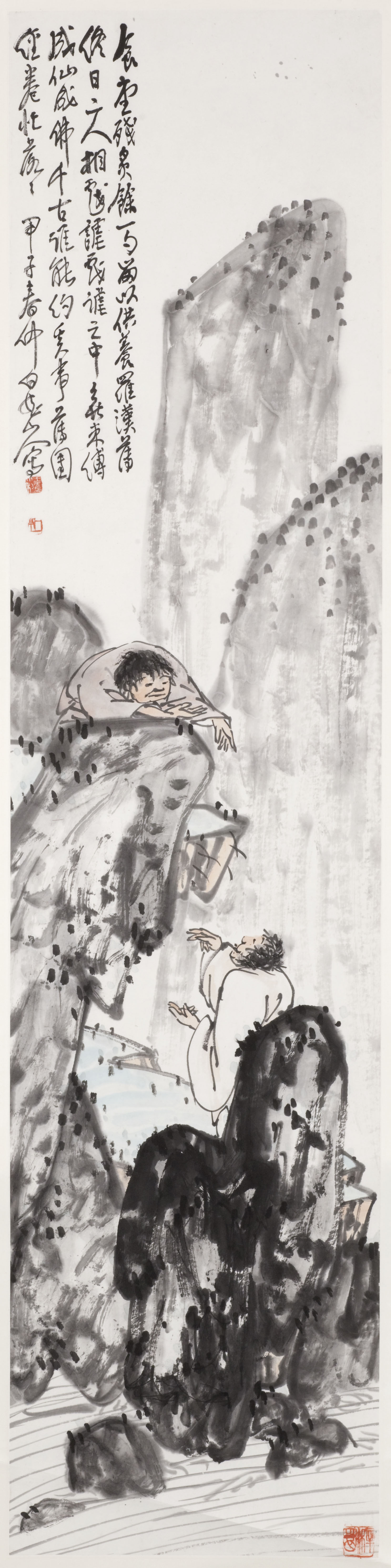
Deux luohan dans les montagnes, Whang Zhen (1867-1938), papier, encre, couleurs (pigments).
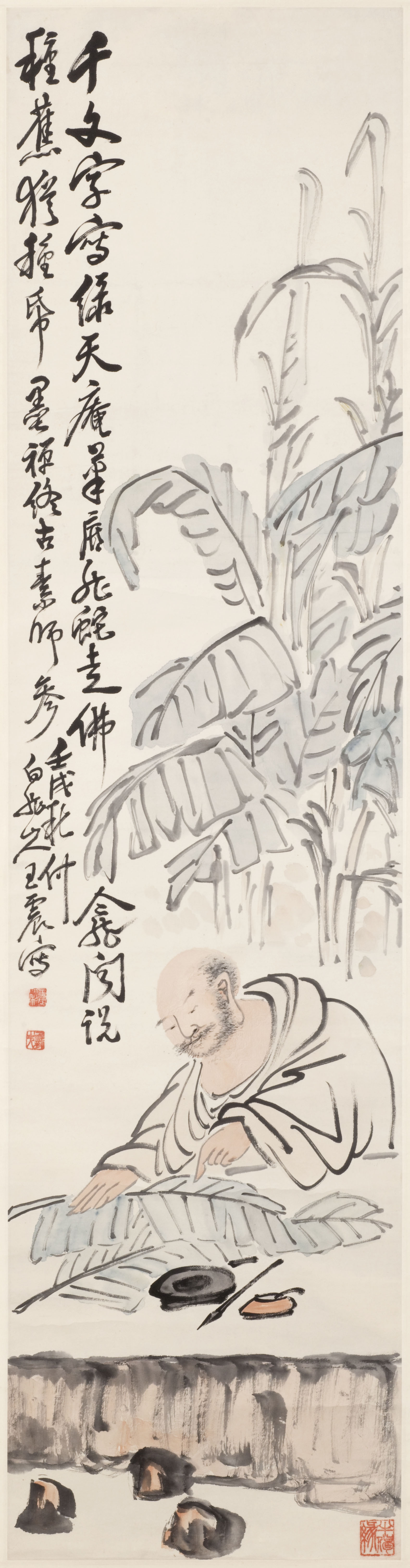
Huaisu écrivant sur une feuille de bananier, Wang Zhen (1867-1938), papier, encre, couleurs (pigments).

### Artistes contemporains exposés au musée Cernuschi
- Zhou, Gang (1958-)
- Li, Fang
- Ru, Xiaofan (1954-)
- Bai, Ming (1965-)
- Li, Jin (1958-)
- Wei, Lingang (1964-)
- Wang, Keping (1949-)
- Chu, Teh-chun (1920-2014)
- Ma, Desheng (1952-)
- Zao, Wou-ki (1920-2013)
- Tsai, Jung-Yu (1944-)
- Masuura, Yukihito (1963-)
- Nagae, Shigekazu (1953-)
- Kishi, Eiko (1948-)
- Futamura, Yoshimi (1959-)
- Onimaru, Takayuki (1977-)
- Matsuda, Yuriko (1943-)
- Koike, Shoko (1943-)
- Kawakami, Rikizo (1935-)
- Nagazawa, Setsuko (1941-)
- Katsumata, Chieko (1950-)
- Hayashi, Yasuo (1928-)
- Miyashita, Zenji
- Kobayashi, Masami
- Fujikasa, Satoko (1980-)
- Takeuchi, Kozo (1977-)
- Ado, Oda (1947-)
- Isezaki, Jun (1936-)
- Nakao, Jun (1977-)
- Nishinaka, Yukito (1964-)
- Shimaoka, Tatsuzo (1919-2007)
- Mihara, Ken (1958-)
- Oki, Izumi (1951-)
- Ishigaki, Satoru (1987-)
- Yoo, Hye-Sook (1964-)
- Rhee, Seund Ja (1918-2009)
- Lee, Bae (1956-)
- Park, In-kyung (1926-)
- Bang, Hai Ja (1937-2022)
- Lee, Young-Sé (1956-)
- Lee, Jin Woo (1959-)
- Won, Sou-Yeol (1949-)
- Yun, Hyong-Keun (1928-2007)
- Kim, Tschang-Yeul (1929-)
- Shim, Kyung-Ja
- Hong, Insook (1961-)
- Kim, Jung-Man (1954-)
- Shin, Gyung-Kyun (1964-)
- Lebadang (1921-2015)